# ヒカルの碁
『ヒカルの碁』（ヒカルのご）は、原作：ほったゆみ、漫画：小畑健による囲碁を題材にした日本の少年漫画、およびそれを原作としたテレビアニメ、小説、コンピューターゲームなどのメディアミックス作品。『週刊少年ジャンプ』（集英社）において、1999年2・3合併号から2003年33号まで連載された。日本棋院所属の女流棋士・梅沢由香里が監修を務めた。話数の数え方は「第○局」。

## 概要
平凡な小学生の少年が天才囲碁棋士の霊に取り憑かれたことで囲碁の世界に巻き込まれ、「神の一手」を目指す姿を描く作品。
少年漫画としては異色の囲碁漫画だったが、話の主軸は少年の成長であり、緻密で繊細な作画と熟考されたストーリーで人気を博した。
以前までは年配の愛好家が主だった囲碁を小学生・中学生を中心に浸透させ、囲碁ブームを引き起こした。中には1989年生まれの関達也のように、この作品をきっかけに囲碁を始め、プロ棋士になった者もいる。本作は日本棋院が全面バックアップをしており、作中にも棋院内部や関連施設、イベントなどが登場している。連載開始時に「世界初」と銘打たれるほど囲碁漫画は珍しいジャンルだった。囲碁漫画は地味になりがちなこと、また動きが碁石を置くだけなどで単調になりがちなことから、青年誌を含めても皆無に近く、少年誌での連載はこれが初めてだった。結果的に作品が成功したため、日本棋院も『ヒカルの碁』にちなんだイベントを数多く行った。
海外では囲碁が盛んな国の他、東南アジアや欧米でも出版され囲碁ファンの増加につながった。タイトルは韓国では『고스트 바둑왕（ゴースト囲碁王）』、中国語圏では『棋魂』というタイトルであるが、『ヒカルの碁』を直訳した『히카루의 바둑』『光的圍棋、光之棋』も使われている。台湾では当初『棋靈王（棋灵王）』というタイトルで21巻まで発売していたが、出版社の変更時に香港版と同じ『棋魂』に統一され、1巻から再出版された。なお『棋靈王』のタイトルも広く使われている。
作品は二部構成になっており、主人公ヒカルと佐為の出会いやアキラとのライバル関係を描いた第一部「佐為編」、その後のヒカルの活躍を描いた第二部「北斗杯編」からなっている。この間に一時中断があり、定期的に「番外編」と銘打たれた30ページほどの読切が6話掲載された。
囲碁については、初心者にもわかる程度の基本ルールの説明にとどまり、対局の進行描写や技術解説のほとんどは省略されていた。しかし、囲碁の専門用語やルールを知らない読者でもストーリーが理解できるように工夫されており、またわからない用語をあえて用いることで、逆に雰囲気を盛り上げる効果も狙っている。また盤面の状態は日本棋院の協力により厳密に考証されており、囲碁を覚えてから読み直すと物語をさらに深く楽しめる、二度楽しめる作品となっている。単行本第17巻での海外取材記事の中でも少し触れられているが、日本国内外を問わず愛読者が多い。2020年代でも海外の囲碁の記事で言及されるなど根強い人気がある。
棋界の構造についてもおおむね現実に対して忠実に描かれているが、わかりやすさ、描きやすさを重視して改変が加えられている設定も存在する。コミが連載を通して5目半に統一されていること、各国の棋界に自国籍の棋士しか所属していないことなどがその一例。
作中に描かれる対局はほぼ全て実在の棋戦の棋譜を元にしており、第22期名人戦リーグや本因坊算砂の三コウ、本因坊秀策の耳赤の一局などが作中で登場している。
作品誕生のきっかけは、ほったゆみが趣味でやっていた囲碁が上手くならず、「囲碁の神様がいてくれたらなぁ」と思ったことだと、単行本第1巻に記載されている。本人の棋力は2008年時点で3級だという。ほったゆみが通っていた囲碁教室で指導する水野芳香は、自身が圧勝してしまったことが切っ掛けとしている。また水野が教室で話したエピソードも一部採用されているという。ほったゆみは名古屋市在住であったため、中部総本部など名古屋のシーンはほったゆみが撮影した写真を元に作画している。
本作の前身として、『週刊少年ジャンプ』の新人漫画家募集企画「ストーリーキング」第2回ネーム部門の準受賞作「九つの星」がある。約100ページにわたるネーム状態の読切作品で、あらすじは連載版とほぼ同じである。
2009年2月4日から2010年4月30日まで完全版が刊行された（全20巻）。なお、当初は1ヶ月毎に2冊ずつ刊行と告知されていたが、第9巻より1ヶ月1冊となった。

## 売上･受賞歴
- 2000年に第45回小学館漫画賞を受賞[13]。
- 2003年に第7回手塚治虫文化賞新生賞を受賞[14]。
- 2013年5月時点で累計発行部数は2500万部を記録している[15]。

## 評価･囲碁への貢献
- 人気が絶頂にあった2000年代前半は、日本棋院や中部総本部が聖地巡礼スポットとなった[16][11]。また、本因坊秀策などの知名度も上がり、合わせて囲碁人口も急増し、本作を読んだことをきっかけにプロ囲碁棋士を目指す若者も現れるなど、囲碁文化の発展に貢献したとされる[17]。
- 毎年夏に小中学生が出場する「少年少女囲碁全国大会」で、それまで2000人前後だった都道府県大会の参加人数が、6500人超と3倍以上に増えた[18]。
- ブーム終了後も中部総本部には漫画と同じアングルで写真を撮るファンが訪れている[11]。
- 2020年代になると子供の頃に漫画を読んでいた世代が親となったことで、子供向けの習い事として人気となった[19][11]。

## あらすじ
運動好きで頭を使うことが嫌いなごく普通の小学校6年生である進藤ヒカルは、祖父の家で古い碁盤を見つける。碁盤の血痕に気づいたヒカルは、その碁盤に宿っていた平安時代の天才棋士・藤原佐為（ふじわらのさい）の霊に取り憑かれる。非業の死を遂げたという佐為はかつて棋聖・本因坊秀策にも取り憑いていたという。囲碁のルールも歴史も知らないヒカルであったが、「神の一手を極める」という佐為にせがまれて碁を打ち始める。以降、佐為はヒカル以外には姿も見えず会話もできず、物を動かすことすら出来ない存在であることを前提に物語は進む。

### 佐為編（第1巻 - 第17巻）
アキラとの出会い（第1巻）
対人で囲碁が打ちたいという佐為のために、ヒカルはとある碁会所を訪れ、同年齢の少年・塔矢アキラと出会う。アキラはトッププロ棋士である塔矢行洋の一人息子であり、彼自身すでにプロ級の腕前を持ち、将来の名人と目されていた。そんな相手とは露知らず、佐為の指示通りに石を打って対局した結果、ヒカルはアキラに力量差を見せつけて勝利する。自分と同世代に自分以上の打ち手がいると知って愕然とするアキラはヒカルを追うようになるが、プロの苦難を知らず軽口を叩くヒカルに激昂する。本気で挑んだ再戦は圧倒的な敗北であったが、アキラはヒカルを自分の倒すべき高い目標に掲げる。一方のヒカルもアキラの囲碁にかける熱い想いを見て、自分自身がもっと囲碁に対しての理解を深めたいと思うようになる。
他方、塔矢行洋は息子のアキラを倒し、彼に闘志を芽生えさせたヒカルに密かに注目するようになり、また佐為は現在の囲碁界の最強者であり自分と対等以上に戦えるであろう相手である行洋と対局してみたいと願う。
中学校囲碁部編（第2巻 - 第4巻）
ヒカルは、ひょんなことから小学生なのに中学の囲碁大会に葉瀬中の三将として出場し、佐為の力で強豪・海王中を降して活躍する。そして4月になり葉瀬中に入学すると囲碁部に入り、今度こそ自分の実力での団体戦勝利を目標とする。一方、海王中に入るも、その力量差により中学囲碁に興味のなかったアキラは、自分より強いはずのヒカルが囲碁部に入ったと知って驚く。さらに、アキラはヒカルとの再対局を望むものの、佐為ではなく自分の力で勝負したい彼によって対局を拒絶されたため、彼と戦いたいという一心で力量的に不相応な中学囲碁の大会へ出ることを決め、周りと軋轢を起こす。
紆余曲折の後、大会でヒカルとアキラの対局が実現する。当初、アキラの熱意に負けて佐為に打たせていたヒカルであったが、やはり自分の実力で戦いたいと途中から自らの考えで打ち始める。しかし、素のヒカルの力量ではアキラに勝てるはずもなく、また、念願の勝負が叶ったアキラは声を荒げて失望し場を去る。だが、その石運びはヒカルの才能の片鱗を見せていると佐為は捉える。
ヒカルに失望したアキラは早くプロとなることを誓い、改めて父の背中を目標に定めるが、かつてのヒカルとの勝負は疑問に残ったままであった。
ネット碁（第4巻 - 第5巻）
ヒカルはアキラに失望されたことを屈辱に思い、改めていつか自らの力でアキラと対等な勝負がしたいと思うようになる。一方で、囲碁が打ちたいという佐為のために、夏休みを利用してネットカフェで、ネット碁を始める。ハンドルネーム「sai」として佐為に自由に打たせていたヒカルであったが、その高い実力から短期間で世界中のアマチュアや院生から注目を浴びるほどとなっていた。日本で開かれたアマチュア世界選手権の場も、参加者らは密かにsaiの正体を探す有様であった。大会での騒動で「sai」の存在を知ったアキラは、直接、その場で「sai」と対局することとなり、その打ち筋からヒカルとの2回目の勝負を思い出す。アキラはプロ試験初戦を不戦敗にしても「sai」との仕切り直しの再戦を行い、ヒカル側の偽装で確信はできないものの、やはりその打ち筋にヒカルの影を見出す。
ヒカルがネットカフェにいることを知って真相を確かめようとしたアキラより、ヒカルは「sai」騒動を初めて知る。アキラの追及に対し、ヒカルは何とかごまかすことに成功し、アキラはわだかまりを抱えたまま引き下がる。その後、夏休みの間中、佐為の碁を見続けたことで力が付いたと確信したヒカルは、休みの終わりと共にネット碁を止め、自ら佐為と対局することで実力を磨くようになる。
院生（第6巻 - 第11巻）
佐為との対局で急速に力をつけたヒカルは、アキラがプロになったと知り、彼を追いかけるために院生となることを決める。だが、今度こそヒカルを追うことを止めたアキラは露骨にヒカルを無視するように振る舞う。一方、アキラのライバル宣言をするヒカルを最初は軽んじていた院生らであったが、ヒカルの囲碁に対するひたむきな態度に、互いにプロを目指す敵同士ながらも、友情が芽生えていく。
ヒカルは、佐為との対局がかえってスランプの原因となり2組下位から脱せない状態が続く。そんな折、1組上位になれば若獅子戦に選出されアキラと戦えるかもしれないと知る。新たな目標を得たヒカルは数ヶ月で再び急速に力をつけて1組上位に入り、若獅子戦への出場を果たす。初戦で敗北しアキラとは戦えなかったヒカルであったが、才能の片鱗を見せ、少なくともプロを本気にさせる力量を見せる。また、無視を決めていたアキラも、ふと終盤のヒカルの局面を見て彼の急速な成長を知る。
プロ試験が始まり、大人相手の対局に馴れず敗局するヒカルは、和谷や伊角の紹介で碁会所に通う。そんな折、訪れた碁会所で、ヒカルは韓国からきた秀英（スヨン）と戦い、周囲が驚く大局観で勝利する。試験予選を通過し、本戦が始まるとヒカルは連勝を重ね、有力候補の越智や伊角、和谷と伍する活躍を見せる。一方、秀英との対局内容を教えられたアキラは、現在のヒカルを知りたいと切望するようになり、最終局で当たる越智の専任指導にあたる。23勝3敗で迎えた最終局、勝てばプロとなる一戦でヒカルは、越智の背後にアキラがいることを知る。接戦の末、越智を降したヒカルはプロになり、アキラは現在の彼の実力を知るために自分自身で対局したいと願うようになる。
プロ棋士（第12巻 - 第15巻）
新人プロとトッププロが戦う恒例の「新初段シリーズ」に、普段は断る行洋が自らヒカルを指名して参加することとなる。この機会に行洋と戦いたい佐為であったが、バレることを恐れるヒカルは土壇場で佐為に大きなハンデを負わせることで勝負を認める。その無謀なハンデによりヒカルは敗北するも、佐為の力量を見抜いた行洋は「次は互先で」と述べる。佐為もまた行洋と対等に戦える日を待ち望む。
ヒカルの公式戦第一局は奇しくもアキラ相手であったが、その対局直前に行洋が過労から心臓発作で倒れ、対局はヒカルの不戦勝となる。行洋の見舞いに訪れたヒカルは、行洋が入院中ネット碁をすることを知り、ネットを通してなら佐為と戦わせられると気づく。そしてヒカルの必死の交渉で行洋と「sai（佐為）」の対局が決まる。持ち時間3時間の本格的な勝負は、一進一退の攻防であり、また行洋と復活した「sai」の対局は瞬く間に世界中から注目を浴び、アキラも目撃する。そして頂上決戦は中盤の妙手で佐為の勝利と決まり、念願の強敵相手の勝利に満足する佐為であったが、直後の検討でヒカルは行洋の微妙なミスを発見し、佐為が負けていた可能性を指摘する。佐為は、ヒカルの指摘が自らの構想を上回っていることを認識し、「亡霊として1000年存在してきたのは『この一局をヒカルに見せるためだった』」こと、そして自らの成仏の時が近いことを悟る。そのような佐為の事情は知らないヒカルは、佐為と行洋の一局を観戦したことで実力が上ったと自覚し好成績を収め続ける。
そして5月5日、こどもの日。佐為は自らの役目が終わったことを悟って、陽光の中に消えていく。
佐為との別れ（第15巻 - 第17巻）
佐為が消えたことを受け入れられないヒカルは、佐為を探して彼のかつての憑依先であった本因坊秀策の故郷因島まで赴くも無駄足に終わる。東京に戻り、秀策の棋譜を見て改めて佐為の才能を理解したヒカルは神にもすがるが、佐為は帰ってこない。そしてヒカルはプロ活動を休止し、誰とも囲碁を打たない日々を過ごして周りから心配される。そんなヒカルの元に、かつてのプロ試験で因縁のある伊角が現れ対局を挑んでくる。当初は気の進まないヒカルであったが、対局が進むうちに囲碁の楽しさを思い出して没頭する。そして対局のうちの自分の打った一手が、かつて佐為の打っていた手であることにヒカルは気が付く。佐為は既に現世のどこにも存在していない。しかし唯一自分が佐為から受け継いだ囲碁の中にだけ佐為が生きていることをヒカルは悟ったのである。
ヒカルは再びアキラをライバルとして立ち上がり、プロ棋戦に復帰する。そしてヒカルとアキラの公式初対局を迎え、互いに譲らぬ大熱戦の最中に、アキラはヒカルの中に「sai（佐為）」がいると察する。それまで自分しか知ることがなかった佐為の存在をアキラに知覚されたことにヒカルは強い喜びを感じる。
アキラとの対局が終わった夜、ヒカルは夢の中で佐為と出会う。佐為は最後にヒカルに扇子を託し、光の中に消えていく。

### 北斗杯編（第19巻 - 第23巻）
プロ棋戦に復帰したヒカルは順調に勝ち星を集め、対局した相手から最強の初段とまで評される。一方のアキラも本因坊リーグ入りし、一柳棋聖に勝つなど若手筆頭の実力者として活躍していた。その中で、18歳以下、日本・中国・韓国対抗で3対3での団体戦「北斗杯」が1回の限定で開かれることとなる。実績のあるアキラは確定（大将）で残り2人を決める予選会が開かれ、勝ち抜いたヒカル（副将）と、関西棋院所属でプロ入りし、若手有望株と見られている社清春（三将）が代表選手に決定する。もっとも主催の北斗通信社の戸刈を始め、実情に詳しい詳しい者たちは日本と中韓との実力差を感じており、アキラ以外は太刀打ちできないと予想する。
通訳のミスにより、ヒカルは韓国主将の高永夏（コ ヨンハ）が本因坊秀策を侮辱したと勘違いし、強い敵愾心を抱く。一方、その誤解を知ったヨンハは、むしろ面白いとして誤解を解かず、ヒカルがいる場で公然と秀策を侮辱する挨拶を行う。ヒカルはヨンハと戦うため、団長の倉田に大将にして欲しいと談判し、彼は最初に行われる中国戦での結果次第で考えると約束する。中国戦ではアキラのみ勝ち1勝2敗で日本が負けるが、社は下馬評を覆す勝負強さを見せ、ヒカルは負け必至の序盤の失態から1目半負けまで巻き返した上に、終盤に間違えなければ逆転の目もあったことがわかる。この結果を受けて倉田は、負けたとは言えヒカルの成長に期待し、彼を大将にすることを決める。
アキラを大将から外したことで驚きと批判が集まる韓国戦であったが、倉田の期待通りにヒカルは、明らかに格上と見られていたヨンハに伍する勝負を展開する。結果、普通の人なら整地しなければ勝敗もわからない複雑な盤面で半目差でヒカルは負けるが、周囲の者たちはヒカルへの評価を改め、また事前に日本にはアキラくらいしかいないと判断していたヨンハも、ヒカルを自分に匹敵する相手と認める。ヨンハに碁を打つ理由を問われたヒカルは「遠い過去と遠い未来をつなげるため」と答え、ヨンハは俺たちもみな同じだと返す。
結局、事前予想通りに日本が3位という結末で終わるも、棋戦は盛況に終わり、戸刈は社長に掛け合って来年以降の開催も決めさせ、悔し涙を流すヒカルに来年再びこの場に臨んで欲しいと激励する。ヒカルとヨンハのやり取りを聞いた中国チームの団長・楊海（ヤン ハイ）はなぜ碁を打つのかもなぜ生きているかも一緒であり、遠い過去と遠い未来を繋げるために誰もがいるのだと説き、北斗杯編は閉じる。

## 登場人物

### メインキャラクター
進藤ヒカル（しんどう ヒカル）
声 - 川上とも子
本作の主人公。1986年9月20日生まれ。血液型は、O型。身長：155cm（中二、プロ試験合格時）。
表向きの師匠はいないが、実質的には藤原佐為。森下茂男九段の研究会に通っており、門下生に近い状態。院生試験の推薦した師匠は、偶然居合わせた緒方プロ。
体育が得意で、社会が不得意の学業不振だった普通の少年。性格はやんちゃで無鉄砲であり、思ったことをすぐ口に出してしまうトラブルメーカー。
小六の冬、金目の物目当てに祖父宅の蔵で見つけた碁盤に血が付着しているのを発見（付き添いの藤崎あかりには、付着した血が見られない）。それがきっかけで、平安時代の貴族・藤原佐為の霊に、取り憑かれる。佐為の指示にしたがって、碁盤に碁石を置いていたが、名人を父にもつ、同い年の塔矢アキラと出会い、徐々に、囲碁に興味を持つ。
中学囲碁部活動、インターネット囲碁、院生（プロ棋士の卵を養成）、碁会所巡り、プロ試験、プロ棋士、北斗杯…と、さまざまな経験をし、成長していく。
藤原佐為（ふじわら の さい）
声 - 千葉進歩
本作のキーパーソンおよび狂言回し。平安時代に存在した天才棋士の亡霊。
女性と見紛うほど麗しい美青年。物語冒頭においてヒカルに取り憑き、彼が囲碁を始めるきっかけとなる。後述のように生前は内裏で天皇の囲碁指南役として活躍した天才棋士であり、実は江戸時代の天才棋士・本因坊秀策にも取り憑いていたという。何よりも囲碁を打つことに喜びを見出して神の一手を究めんとし、特に現在の最強者である塔矢行洋との対局を切に願う。秀策の時と同様に取り憑いたヒカルに指示を出すことで現世での対局を可能とし、当初はヒカルを介して対局を行っていた。やがてヒカル自身が自らの力量で囲碁を打ちたいと望むようになると彼を指南するようになり、時に見守りながら彼の成長を喜ぶ。最終的に、念願であった塔矢行洋との対局を経て、自らの現世に復活した存在意義がこの一局をヒカルに見せるためだったと悟り、しばらくして成仏する。
平安時代に天皇の囲碁指南役として活躍するも御前試合において相手（菅原顕忠）がイカサマを行い、その際の騒動で動揺して敗北し、後日、失意のうちに入水自殺を遂げたという来歴を持つ。ただし、後にヒカルが調べた限りでは史料には藤原佐為という人物の記録は残っていない。その後、江戸時代に亡霊として蘇ると、ヒカルと同様に虎次郎という少年に取り憑き、彼の好意で、彼に指示を送りながら囲碁を打つ。この虎次郎が現代において棋聖と呼ばれる本因坊秀策であり、作中では秀策の棋譜は実は佐為が打ったものということになっている。その棋力はアマでは太刀打ちできず、現代のプロも驚かせるレベルだが、定石やコミの知識が江戸時代で止まっているという欠点もある。しかし、ネット碁編でハンドルネーム「sai」として打つことで現代の定石を学び、最終的には現在の最高実力者と評される塔矢行洋と互角に渡り合うレベルに至る。
塔矢アキラ（とうや アキラ）
声 - 小林沙苗
本作の準主人公。塔矢行洋門下。三段。1986年12月14日生まれ。AB型。
棋界のトップに君臨する塔矢行洋の一人息子。2歳の頃から囲碁を学び、初登場時（小六）すでにプロ並みの実力を有していた。物語冒頭において「一度も対局したことがない」と言った同い年の進藤ヒカル（実際は、藤原佐為の指示で打っている）の実力に、大きな衝撃を受け、以降、ヒカルに執着するようになる。ヒカルの好敵手として、彼に大きな影響を与えると同時に、自らもまた大きな影響を与えられ、互いに大きく成長していく。
幼少より天才少年棋士の名声をほしいままにし、同世代の子供と比較してあまりにも隔絶した棋力を持つ。院生（棋院で、棋士を目指して研鑽に励む生徒。アマチュアの大会には出場不可）ではないが、父・塔矢行洋からは、「まだ伸びる子の芽を摘むことになるから」という理由で、アマチュアの大会に出ることを禁じられている（中一時に一度だけ例外で出場し、優勝した）。小学校中学年の頃は、囲碁教室で1番の成績だったが、同情により1番（勝利）を譲った。小学校時代のアマチュア大会の実績はゼロだが、こども囲碁名人との非公式戦では、勝利している。
中一の頃に「外来」として、プロ試験受験。首席で合格するも、本戦第1戦のみ不戦敗。
ヒカル（佐為）をライバルと思っていたが、ようやく果たせた手合わせで、ヒカルの実力（一般の中学生レベル）に落胆する。その後、プロ棋士になるも、後から追ってくるヒカルを再び意識し始める。自分自身の壁となったヒカル（佐為）と、自分自身を追っていくヒカルの両方に悩むも、プロ棋戦での対局で、自分なりに答えを見出した。

### 日本のプロ棋士

#### 塔矢行洋門下
塔矢行洋（とうや こうよう）
声 - 津田英三
日本棋院所属のプロ棋士（後に引退）。アキラの実父。7月29日生まれ、B型。身長178cm。
作中では「塔矢名人」と呼ばれることが多い。国内最強と呼ばれ、五冠（名人・十段・碁聖・天元・王座）を有するタイトルホルダー。求道者的な性格に加え、慎重な打ち回しで「神の一手に一番近い人物」と称され、佐為から並々ならぬライバル心を向けられる。息子アキラをあくまで棋士として評価し、そのアキラに勝ったという同い年のヒカルに興味を抱く。後述の佐為編終盤のエピソードで引退するが、その後も囲碁への熱意は失わず、新しい自分の碁を見つけ、最善の一手を求めたり、後進育成に励む日々を送る。
物語序盤、アキラに勝ったヒカルの力量を図ろうとするも、この時は動揺したヒカルが碁会所を飛び出してしまったため流れてしまう。その後はしばらく直接ヒカルと関わることはなかったが、彼がプロ試験に合格したと知ると、例年は避けていた新初段シリーズにヒカルを指名して参加する。ヒカルを通して、実際は多大なハンデを自ら課していた佐為と勝負することとなり、最終的には中押し勝ちするが、佐為の気迫、そして自らハンデを課していたと見抜き、ヒカルの評価を下げずに次は互先で打ちたいと告げる。その直後、緒方との十段防衛戦のシーズン中に心筋梗塞で倒れ入院する。その際、手慰みでネット碁を打つことを知ったヒカルより「sai」と打って欲しいと頼み込まれ、正体を現さない「sai」を胡散臭いとしつつ、自らの引退を掛けて勝負を受諾する。ネットを介した佐為との真剣勝負では一進一退の攻防の中で、最後は半目負けを読み、早めに投了する。その際に感じ取った気迫を新初段シリーズのヒカルから感じたものと同じだと気づき、「sai」との再戦を望む。
十段戦の防衛失敗後、ヒカルへの予告通り四冠のまま引退する。引退を引き留めようとしたヒカルには「プロを辞めてもこの身があれば本気の碁が打てる」と諭し、最善の一手の追求を目標としたり、後進の育成と新人の発掘のため各国を飛び回る日々を送る。一方では「sai」との再戦を強く望んでいるが佐為の消滅により叶わずにいる。
緒方精次（おがた せいじ）
声 - 藤原啓治
日本棋院所属のプロ棋士。塔矢行洋名人門下。九段。1月17日生まれ、A型。身長180cm。
次期タイトルホルダー最有力候補と目されている若手棋士。一見するとクールで落ち着きのある性格に見えるが、実際はかなりの野心家であり、内心では動揺したり、激情することもある。物語初期から登場している初心者時代のヒカルを知る数少ない人物であり、彼の才能の片鱗や、彼とアキラの因縁から、目を掛けている。特に院生編においてはヒカルとアキラの関係を橋渡しするキーマンである。ネット碁も嗜み、アキラと「sai」の対局によって「sai」の存在を知り興味を持つようになる。行洋と「sai」の戦いも途中から観戦し、その正体について真剣に探り、自らも「sai」と対局することを熱望する。後に泥酔した状態であったことから、バレる恐れがないとしてヒカルの図らいで「sai」こと佐為と直接打つことに自覚がないまま成功する。（また、これが佐為のヒカル以外との最後の対局でもある）。
作中、プロ棋士としては、まず桑原との本因坊戦では彼の老獪な戦術に翻弄され奪取を果たせず。しかし、その後、行洋との十段戦では師弟対決を制して、これを奪う。さらに行洋が引退して碁聖が空位となるとこれも獲得し、行洋なき後の碁界の第一人者と目されるようになっていく。佐為編終盤では桑原の挑発にも動じず貫禄がついてきたと評され、その後、アキラや座間を退け本因坊リーグを突破し、再び桑原と対決する。
名前はの水野芳香の弟弟子である小県真樹から。
芦原弘幸（あしわら ひろゆき）
声 - 小西克幸
日本棋院所属のプロ棋士。塔矢行洋門下。四段。1979年度生まれ。
明るく能天気な性格の若手棋士。倉田とは同い年。塔矢門下のプロではアキラに次ぐ年少者であり、彼とは友達のような関係で、かつ先輩として気にかけており、かつてヒカルと出会う前の彼について良いライバルがいないと心配していた。若獅子戦では、倉田厚に2回戦で敗れた過去がある（倉田は勝ち上がり優勝した）。その次の年では、21歳になるために出場できず、かわりに14歳になるアキラが優勝した。
硬い人物が多い塔矢門下ではムードメーカー的存在であり、一方的にライバル視されている森下門下の棋士にも気軽に話しかける。具体的な棋力は作中では不明で、アキラがプロ試験に合格したばかりの頃には、彼に3回に1回は負けているという。
あまりにひょうきんな態度に和谷からは「森下門下」を舐めてると思われている。
笹木（ささき）
声 - 高瀬右光
日本棋院所属のプロ棋士。塔矢行洋門下。段位不明（少なくとも芦原より上の模様）。
本因坊秀策が現代に甦ったら塔矢名人とどちらが上か、芦原と噂する。

#### 院生編以後のプロ合格者
和谷義高（わや よしたか）
声 - 高木礼子
日本棋院所属の院生。後にプロ棋士。森下茂男九段門下。1985年8月12日生まれ。O型。
はつらつとした少年で、院生の仲間内でのムードメーカー。ヒカルが院生になった時点で1組6位の上位者であり、ヒカルより1歳年上として兄貴のように振る舞い彼の面倒を見る。院生編においてヒカルと共にプロ試験合格を果たす。また、ネット碁編のキーパーソンでもあり、院生たちの中ではもっとも登場が早い（元院生の岸本を除く）。
初登場はネット碁編で、作中で最初に「sai」と戦った日本人。院生の日本人であるがゆえに、「sai」の正体がプロではなく、夏休みを利用した子供の可能性であることにいち早く気づく。また、アキラや緒方に「sai」の存在を教えるキーパーソンとなる。その後、院生編において再登場し、最初はアキラのライバルを公言し、その割には弱いヒカルを他の院生と共に馬鹿にしていたが、ヒカルの人となりを知って面倒を見るようになっていく。碁界に無知なヒカルに色々と教え、森下研究会に案内するなどするが、そのヒカルの急成長ぶりに感嘆する。4度目のプロ試験24勝3敗で、一緒に鍛えたヒカルと共に次席で合格を果たす。プロとなった後もヒカルとは仲が良いが、塔矢父子や桑原、緒方がヒカルに注目していることや、（佐為絡みの）不思議な逸話などには戸惑い、悩んでも仕方がないと諦めている。
北斗杯編では今や自分より強いと認めるヒカルや、関西から来た社と当たらないことに内心ありがたいと思っていたが、予選で自分に勝って代表権を得た越智が真に認められるために代表権を掛けて社に挑んだ様を目の当たりにし、自身のプライドと向上心の低さを痛感する。その後、開会式の当日出逢った楊海に中国棋院へ修行に行く約束をし、自身を高めることを誓う。中国から戻った伊角や北斗杯中国代表の面々から「大きい楽平」と呼ばれる。
伊角慎一郎（いすみ しんいちろう）
声 - 鈴村健一
日本棋院所属の院生。後にプロ棋士。成澤九段門下。1982年4月18日生まれ。A型。
冷静で穏やかな性格の青年。院生1位の成績を誇り、周囲からプロの最有力候補と見なされていた。若手棋士相手に勝利したことがたびたびあるも、精神面の脆さから16、17歳の時にプロ試験を不合格（合格者に勝利することもあるが、ほかの人に敗北している）、長年院生止まりとなっている。ヒカルが院生になった時が、年齢制限により、院生でいられる最後の学年であり特に焦りがある。
穏和で誠実な人柄から和谷ら後輩からも慕われており、ヒカルの成長にも影響を与える。特に佐為編の終盤では、ヒカルを立ち直らせるきっかけとなる。
院生編において、和谷と共に成績に悩むヒカルに助言などを行う。プロ試験予選が始まると、大人相手の対局に馴れないヒカルのために碁会所巡りを行う（伊角自身は予選免除）。しかし、そこでヒカルと韓国の研究生・洪秀英（ホン・スヨン）の一局を観戦することとなり、ヒカルの成長の速さと現在の強さに焦りを感じるようになる。その後、試験本戦において全勝中の第11戦でヒカルとあたり、実力では依然彼に勝っているにも関わらず、先のスヨンとの一局から慎重な打ち回しとなってしまう。そして秒読みの中でうっかりハガシをしてしまい、自ら反則負けを認める。その敗北の動揺で続く和谷、福井に連敗を喫するも、続く越智戦において彼の挑発への対抗心で自分を取り戻し勝利をおさめる。その後は本田戦のみ落として連勝を重ね、最終日、4位となる23勝4敗の好成績でプレーオフの可能性に期待をかけるも、ヒカルが越智に勝ち、試験不合格となる。
その後、リミットとなる3月を待たずして院生を辞め行方不明となっていたが、佐為編の終盤で囲碁から離れていたヒカルの前に現れる。中国棋院で楊海による武者修行をしていたと言い、精神面の問題を克服して、過去の因縁を払拭するために再戦を挑む（その対局の中でヒカルは再び立ち上がる）。
その後はプロ試験に全勝でトップ合格を果たし、新初段シリーズでは桑原と戦い、彼の精神攻撃に屈せず6目半差で勝利する。
ジャンプ誌上で行われた読者の人気投票では、2位以下に約7500票近い大差をつけ1位となる（獲得票数11366票）。
越智康介（おち こうすけ）
声 - 松岡洋子
日本棋院所属の院生。後にプロ棋士。1987年11月2日生まれ。A型。
マッシュルームカットのメガネを掛けた小柄な少年。ヒカルより1歳年下で、彼より3ヶ月早く小学6年生で院生となった期待の新星。後にヒカルと同期でプロとなる。実業家で囲碁好きの祖父の傍らで育ち、祖父が自邸に招いたプロ棋士との指導碁を見ているうちに囲碁の才能を開花させたという来歴を持つ。院生時代も祖父が自邸に招いたプロから直接指導を受け力をつける。非常にプライドが高く、強い相手には敬意を払っても、棋力が自分より下であれば年上相手でも無碍に扱う。また後述するプロ試験でのアキラについても、彼の実力を認めつつも、自分を通してヒカルの実力を見ようとしていると気づくと無作法に拒絶しようとする。極度の負けず嫌いゆえに対局に負けるとトイレにこもり検討をする癖がある。
院生1組3位で物語に登場し、院生1位の伊角を院生の中で1番のライバルと評する。発展途上ゆえに、本田や和谷に敗北することもあるが、初めての若獅子戦ではプロ棋士相手に勝利し、プロ試験直前には伊角を抜いて1位となる。ヒカルに対しては終始歯牙にもかけず、プロ試験直前でも和谷や本田に続く実力者・小宮や足立と同等だとしか認めない。プロ試験では全勝での首席合格を目指し、最終戦でヒカルに当たることになったため、それを知ったアキラの専任指導を受けることとなる。アキラが自分ではなく何故かヒカルを見ていることに気づいて憤り、一度は拒絶するものの、ヒカルが伊角に不可解な勝ち方をしたことや、アキラからヒカルとスヨンとの一局を見せられて認識を改める。不調だと侮った伊角に敗れるも連勝を続け、最終戦を待たずして首席でのプロ入りが決まるが、上記の経緯から打倒進藤を掲げて最終戦に臨む。対局ではヒカルの悪手を見抜いて優勢に立つも、粘ってくるヒカルに隙を見せ1目半差で敗れ、首席合格でも悔しさをにじませる。プロとなった後は同期となった和谷と行動を共にすることが多くなり、ヒカルの新初段シリーズでは、アキラに加えて行洋や桑原、緒方がヒカルに注目していることに和谷と共に当惑する。プロ試験では和谷に勝利するも、プロでの手合では和谷に敗北する。
北斗杯編では、残り2枠を巡って和谷に勝ち、一度は代表となるもヒカルと社の対局内容を見て2人との実力差を感じ、敗退した社に改めて代表権を賭けて勝負を挑む。社に負け、出場を逃すものの、その棋士としての在り方は和谷に感銘を与え、その後、彼の研究会に誘われる。
本田敏則（ほんだ としのり）
声 - 櫻井孝宏
日本棋院所属の院生。後にプロ棋士。船村門下。新初段。1983年度生まれ。
ヒカルの3つ上の院生仲間。ヒカルや伊角の陰に隠れているが、実際は相当の実力を持っており、越智や伊角に勝利したり、若獅子戦で2回戦を勝ちあがったこともある。ヒカルが合格した年のプロ試験ではヒカルや伊角に勝つも、和谷、越智、椿、奈瀬に負けて18勝4敗でプロ入りの目が残っていたが、第26戦で片桐に負けて試験落ちが確定（最終結果は21勝6敗）。翌年のプロ試験では伊角、門脇に負けるも6敗で合格する（伊角、門脇と同期）。プロ試験後も度々登場し、プロの世界を「一生身を置く世界」であるとしている。
門脇龍彦（かどわき たつひこ）
声 - 高瀬右光
アマチュア棋士。後に日本棋院所属のプロ棋士（伊角、本田と同期）。1974年度生まれ。
アマチュア界では知る人ぞ知る実力者で、学生タイトルをすべて取った実績を持つ天才棋士。院生編において、軽く受かると思ってプロ試験を受けようとし、その際に院生の棋力を知るため、たまたまた通りかかったヒカルに声をかける。その際、ただの通りすがりと判断したヒカルが佐為に打たせたために、完膚なきほどの敗北を喫する（ただし途中でヒカルも彼が実力者だったと気づく）。そのため、自分の甘さを認めて1年掛けて勉強し直し、翌年のプロ試験に対伊角戦の1敗のみで合格する。また、 門脇が無名の院生に負けて試験を1年先送りにした噂話は院生たちの間でよく知られており、相手が誰かかなり推測されたという。
プロ試験時に偶然再会したヒカルに再対局を挑み、（今度はヒカル自身の棋力で）敗北する。その際、今も十分強いが、昔の方がもっと強かったと指摘するが、ヒカル本人にも「俺もそう思う」と朗らかに返され当惑する。

#### 森下茂男門下
森下茂男（もりした しげお）
声 - 北川勝博
日本棋院所属のプロ棋士。九段。
挑戦手合いの経験があるベテラン棋士。力量差はあれど、今も最高峰にいる同期の塔矢行洋を一方的にライバル視する言動が多々ある。そのため自らの門下と塔矢門下を比較して無理やり発破をかけることが多い。見かけは恰幅の良い強面の中年男ながら、院生編において和谷が連れてきたヒカルを自身の研究会に快く受け入れ、棋譜検討での発言を自由に許すなど、弟子の和谷と同じく面倒見が良い。そのため、研究会を通してヒカルの高い素質を早くから知っていた人物であり、佐為編の終盤でヒカルが囲碁から離れた際には怒りを顕にする。しかし、復帰後は彼の才能と碁に対する姿勢を高く評価し、自分もやられかねないほどの実力とみる。
北斗杯編では本因坊戦二次予選でヒカルと当たるが、ベテランの貫禄を見せて勝利する。
白川道夫（しらかわ みちお）
声 - 遊佐浩二
日本棋院所属のプロ棋士。森下茂男九段門下。七段。7月3日生まれ。B型。
穏やかで温厚な棋士。物語初期に囲碁を知ったばかりのヒカルが訪れた初心者囲碁教室の講師で、出題した問題に回答したヒカルを、古い手ながら良い手と褒める。約1年後に、森下研究会において、院生となったヒカルと偶然再会し、その成長の早さに驚く。その後も研究会のメンバーとして、棋譜検討シーンなどに登場する。
モデルについては諸説ある。
冴木光二（さえき こうじ）
声 - 清水敏孝、樫井笙人（スペシャル版）
日本棋院所属のプロ棋士。森下茂男九段門下。四段。1980年度（あるいは1981年度）生まれ。
和谷の兄弟子。森下の塔矢門下に対する対抗心から芦原をライバルにされ、半ば強迫観念で彼を意識している（塔矢門下はそのように思っていない）。ヒカルが中学2年生の時の若獅子戦にも出場しているが結果は不明（優勝はしていない）。第一部終盤で復帰したヒカルと対局することになるが力負けする。
都築（つづき）
声 - 斉藤瑞樹
日本棋院所属。森下茂男九段門下。七段。
森下九段の研究会に通う棋士の中では最年長。上に進めないことで悩むヒカルに「伸びる時は伸びる」と励ます。

#### タイトル保持者
桑原仁（くわばら - ）
声 - 納谷六朗
日本棋院所属のプロ棋士。本因坊。九段。
本因坊戦の連続防衛記録を保持する老棋士。普段は飄々とした陽気な好々爺然としてるが、勝負師としては老獪で底の見えないところがある。院生時代のヒカルとすれ違った際に異様な気配に気づいて興味を持ち、ヒカルと行洋の新初段シリーズでは控室を訪れ、奇妙な打ち筋のヒカルの真意を見抜く。緒方から若い棋士による新しい波が来ていると指摘されても飄々としてやり過ごし、緒方や倉田ら若手トップ棋士を退ける力量を見せつける。特に物語登場となる緒方との本因坊防衛戦では、「封じ手」を使った盤外戦術で緒方を動揺させ防衛を果たす。主だったトップ棋士の中で唯一、ヒカルとアキラの両名と対局する描写がない。
主として作中に登場するのは物語中盤以降だが端役としては第24話以降、しばしば登場している。また、直接は描かれないが物語初期の時期には碁聖戦の挑戦者として行洋に挑んでいる。
姓は本因坊秀策の元姓に由来する。下の名前は公式には明らかではなく、単行本8巻で色紙に書いたサインには漢字で「仁」と書かれている（読み方は不明）。
ちなみに連勝記録を持っており27連勝している。
座間（ざま）
声 - 石住昭彦
日本棋院所属のプロ棋士。王座（のち失冠）。九段。
王座のタイトルホルダーである中年棋士。普段は鷹揚としているが、勝負師としてはプライドが高い。勝負所で長考する際に扇の骨の部分をガリガリと歯噛みするクセがある。アキラの新初段シリーズの相手として登場し、最初はアキラに華をもたせて負けるつもりであったが、彼の物怖じしない態度が気に入らず、前半苦戦するもアキラの隙をついて勝利する。その後、ヒカルのプロ入りの時期に前後として塔矢行洋に敗れ一時無冠となったが、行洋の引退によって空位となった王座に返り咲いている。 本因坊リーグでも再度アキラを降し、緒方と挑戦権を争うなど、相当な実力者として描かれる。小畑健お気に入りのキャラクターの一人。
一柳（いちりゅう）
声 - 楠見尚己
日本棋院所属のプロ棋士。棋聖（のち失冠）。九段。
禿げ頭と落語家のような饒舌な口調が特徴の初老の棋士。普段は気さくで優しい性格だが、アキラに本因坊リーグで敗れた際に露骨なまでに悔しがるなど、大人げない一面もある。ネット碁も嗜み、ハンドルネーム「ichiryu」で活動している。
畑中（はたなか）
関西棋院所属のプロ棋士。九段。
台詞のみの登場。痩せ型でメガネをかけている。緒方・倉田に並ぶ次世代トップ棋士候補の一人。行洋引退後、空位となった名人位をめぐって再び一柳と争い、勝ち取る。
乃木（のぎ）
声 - 中田雅之
日本棋院所属。九段。
塔矢行洋引退によって空位となった碁聖タイトルを緒方九段と争い、敗れる。10年前に名人位3連覇を果たしたほどの実力者。のちに天元のタイトルを奪取する。

#### 日本棋院所属の棋士
柿本（かきもと）
声 - 水野龍司
プロ棋士。全国こども囲碁大会でヒカルを叱るも、その才能に驚く。その後プロ試験にて篠田師範の代理として登場、塔矢名人ほか多数の棋士がヒカルに期待していると語った。
篠田（しのだ）
声 - 坂東尚樹
日本棋院所属のプロ棋士。院生師範。
入段して30年になるベテラン棋士。院生師範として後進の育成にあたっており、礼儀作法には厳しいが普段は温厚な性格。ヒカルの院生試験の試験官を務めた。棋力はいまひとつ物足りなさを感じていたが、初めての三面打ちに善戦したことや、碁を覚えて約1年の成長を認め、合格とした（筒井と三谷の棋力は大したことがなく、加賀の棋力には"この子の方がしっかり打つ"と評した）。
真柴充（ましば みつる）
声 - 吉野裕行
日本棋院所属のプロ棋士。溝口九段門下。二段。1982年度生まれ。
元院生で、アキラと同期でプロ入りした青年。小心者で小悪党的な性格をしており、また嫌味な言動から院生達（特に和谷と奈瀬）から嫌われており、奈瀬からは年上でありながら呼び捨てされている。棋力は自他共に認める通り院生トップの伊角より下で、プロ入りした年の試験でも彼に敗けていた。リズムに乗って3位で合格を果たしたと、院生師範に評されている。同い年の伊角に対しては、「さん」をつけて敬語で話しているが、慇懃無礼に接している。
若獅子戦で初登場し、因縁のある伊角と戦うこととなる。散々、彼を挑発した上で敗北を喫すると、負け惜しみで実力はあるのにプロになれないことを引き合いに伊角を侮辱したために、激昂した和谷に殴られそうになる。その後もしばしば登場し、本心では自分より強い若手が次々に登場していることを恐れている。
倉田厚（くらた あつし）
声 - 岩田光央
日本棋院所属のプロ棋士。四段（後に七段）。1979年度生まれ。
将来を嘱望される新進気鋭の若手棋士。緒方と並ぶ次世代タイトルホルダーの有力候補。作中の時間軸では佐為編の終盤で本因坊に挑戦している（結果は敗北）。大食漢の肥満体で、自己顕示欲が強くデリカシーが皆無だが、どこか憎めない愛嬌がある。ヒカルがプロとなった直後の囲碁イベントで彼と出会い、興味を持つようになる。その後、一色碁でヒカルの力量を知り、上ばかり見ているアキラに警告する。
囲碁を始めて2年でプロになったというヒカルの前例で、囲碁を知る前の中学時代には競馬に熱中していた（金は掛けずただ1位を当てるだけ）。囲碁を知ると競馬を辞め、瞬く間に力をつけてプロとなる。競馬も囲碁も勝負感が鋭く、見た目に反して高い予測能力を持つ。現在の棋界についても上よりも、アキラやヒカルのような下から来る者こそが脅威だと述べる。
北斗杯編では日本代表団の団長を務め、中韓の団長となった棋士に並々ならぬライバル心を抱く。他者の評判を気にしない性格ゆえに、韓国戦ではヒカルがヨンハに勝てると信じて大将に決める。
作中への登場は上記の通りヒカルのプロ入り後だが、名前は第1話時点で若獅子戦を優勝する若手実力者として登場している。
御器曽（ごきそ）
声 - 廣田行生
日本棋院所属のプロ棋士。七段。
株で失敗した損失を補填するため、囲碁フェスティバルに碁盤の材質を偽って売る悪徳業者を参入させた悪徳棋士。指導碁も数をこなすために素人相手にハメ手などを使い悪評が絶えない。秀策の自筆として、自らが書いた「本因坊秀策」の署名入り碁盤を高値で売っていたために佐為を激怒させ、さらに騙されて高額碁盤を買った客相手にいたぶるような酷い指導碁を行ったためにヒカルの怒りも買う。そこで、ヒカルがその客から劣勢状態の局面を引き継ぎ、佐為が打って劇的な逆転負けを喫した上に、ヒカルが会場にいた倉田を通して悪徳業者が追放させたためにさらに痛手を受ける。
第二部序盤、復帰して最強の初段と呼ばれ始めたヒカルの大手合の相手として再登場する。前回は油断したと嘯き、プロの七段としての本気を見せると予告するも、初段であるヒカルに負けたことにショックを受ける。
桜野千恵子（さくらの ちえこ）
声 - 湯屋敦子
日本棋院所属。成澤九段門下（伊角の姉弟子）。女流二段。九星会出身。
年齢は推定20代中盤〜後半。癖のあるセミロングヘアと濃い化粧が特徴（アニメ版では茶髪に変更されている）。ショッピング好きで男勝りな性格。
日本棋院足立支部主催ふれあい囲碁まつりに欠席したところで初めて名前が登場した。実際の登場は伊角の中国修行編にて同行者としてが最初。
師匠の成澤（体調不良で引退した棋士）同様、伊角のことを高く買っており、手合いでも幾度となく彼に負けている。
村上信一（むらかみ しんいち）
声 - くわはら利晃
日本棋院所属。二段。
院生編の若獅子戦で登場したヒカルの1回戦の相手。棋力は「序盤の棋力は院生とさほど変わらない」と佐為から評される。1組16位（最下位）のヒカルを舐めてかかるが、中盤で悪手を好手に化けさせた彼の打ち回しに驚愕し、焦る。最終的にはヨセで先手を取って勝ちを収めるも、対局後に、しきりに自分よりもヒカルのことを知りたがるアキラに憤慨する。2回戦の相手はアキラであったが苦もなくひねられ敗北する。
第一部の終盤、佐為の成仏から立ち直って復帰したヒカルの最初の対局相手として再登場する。三段昇段がかかった重要な一局であったが攻め立てるはずが手をかけすぎて差が広がり戦意喪失し投了する。
『ヒカルの碁 碁ジャス☆キャラクターズガイド』では塔矢名人門下と記されている。
中山（なかやま）
声 - 斉藤瑞樹
日本棋院所属。段位不明。
院生編の若獅子戦で登場した和谷の1回戦の相手。2年前まで院生で和谷とは面識があり、彼に勝利した後、その成長を認めて激励する。のちに和谷の部屋での研究会にも参加する。
田島（たじま）
声 - 川村拓央
日本棋院所属。段位不明。
院生編の若獅子戦で登場した福井の1回戦の相手で福井に勝利する。
石原（いしはら）
声 - 柳沢栄治
日本棋院所属。
名古屋でアキラと対局して敗北し、「どれだけ勉強しても一生勝てない」と感想を漏らす。
芹澤（せりざわ）
日本棋院所属のプロ棋士。九段。
本因坊リーグ戦で塔矢アキラと対局、勝利する。のちに北斗杯でのヒカルの健闘を知り、自身の研究会に誘う。
萩原（はぎわら）
声 - 中田雅之
日本棋院所属。九段。
本因坊三次予選決勝でアキラと対局。七年ぶりのリーグ入りがかかっていたが敗北。「さすがは塔矢名人の息子」との意見に対し、「それはアキラに失礼だ」と殊勝に返す。
辻岡忠男（つじおか ただお）
声 - 斉藤瑞樹
日本棋院所属。二段。
アキラと真柴の同期。院生ではなく外来。アキラの新初段シリーズを観戦した一人。佐為成仏の傷心から復帰したヒカルを見て、アキラがライバルと目しているヒカルと打ちたかったと語る。その後のヒカルとの対局で一方的な展開にされ、中押し負けを喫する。
川崎（かわさき）
声 - 川村拓央
日本棋院所属。三段。
本因坊戦一次予選で復帰後のヒカルと対局。手合いを休んでいたために当分は初段であるヒカルの実力に恐懼し、「最強の初段」と称する。
船村（ふなむら）
声 - 石波義人
日本棋院所属。段位不明。
本田の師匠。関西棋院の吉川と交流があり、その縁で社と本田を対局させた。社に負けた本田に「棋士は一生勉強だ」と諭す。
渡辺（わたなべ）
声 - 石波義人
日本棋院所属。八段。北斗杯編の登場人物。
黒縁メガネ、太い眉、厚い唇が特徴的な中年の棋士。北斗杯において日本チームの予選の立会いのほか、本戦での現地大盤解説を担当する。日本チームがアキラ以外あまり期待されていない中にあって、予選からヒカルや社の対局を見て彼らの力量を知っているため期待しており、ヒカルや社の棋力を疑う戸刈にも八段のプロ棋士である自分でも勝てるかわからないと話す。また韓国戦の直前ではヒカルが大将になったと知って倉田に抗議するも、倉田の決意を知り、直後に同様の懸念を抱いた戸刈に対し、倉田の決定の擁護を行う。
柴田（しばた）
中部総本部所属の若手棋士。二段。
北斗杯選手選抜戦でヒカルと対局して完敗。続く二回戦ではヒカルと社の対局を観戦、検討する。
稲垣（いながき）
日本棋院所属の若手棋士。三段。
北斗杯選手選抜戦で社と対局して敗北。新人の社に中押しされたことを悔しがる。続く二回戦ではヒカルと社の対局を観戦、検討する。

#### 関西棋院所属の棋士
社清春（やしろ きよはる）
声 - 石塚堅
関西棋院所属のプロ棋士。吉川八段門下。新初段。1986年度生まれ。
15歳でプロ入りを果たした若手有望株。東京出身の大阪育ち。自信家で初手天元、五の五など奇手を打ち、越智よりも囲碁センスがあると評される。父親がプロ碁界に否定的なため高校を卒業することを条件にプロ活動をしており、いつか彼に自分を認めさせることを目標としている。
北斗杯編で登場し、プロ入り間もないが代表選手の有力候補として名が上がる。予選決勝でヒカルと対局し破れ敗退するも、観戦した者からはその強さとセンスを惜しまれ、別の山で代表に決まった越智自ら特例での代表権を賭けての追加対局を望み、これに勝利して代表に決まる。団長の倉田からは先の奇手についてその手を使うにはまだ実力不足であると評され、三将として中韓との相手も危惧されていたが、本番に強く、全敗するも各国の代表たちからも非常にレベルが高いと評価される。
吉川（よしかわ）
声 - 石井隆夫
関西棋院所属。八段。
社の師匠。本田の師匠の船村と交流があり、その縁で社を紹介した。その後、北斗杯会場で社の父と出会い、彼に囲碁界の将来の危うさを指摘され、反論できずに気を落としてしまうが、北斗杯の盛況ぶりや、ヒカルやアキラのような若く立派な棋士が育っていることで不安を払拭した。
津坂（つさか）
声 - 樫井笙人
関西棋院所属の若手棋士。三段。
北斗杯選手選抜戦で和谷と対局して敗北。社とは親しく、関西棋院の面目躍如を頼む。ヒカルとの対局を見守るが、奇想天外な空中戦に驚き、別室で同じく敗退していた稲垣・柴田や立会人の渡辺八段とともに検討に入る。
秋山（あきやま）
声 - 斉藤瑞樹
関西総本部所属の若手棋士。初段。
北斗杯選手選抜戦で越智と対局して敗北。二回戦は当初和谷と越智の対局を観戦していたが、ヒカルと社の対局を覗き見たときに手順の全く読めない盤面に驚愕。途中から渡辺らの検討に加わる。

### 韓国のプロ棋士及び韓国棋院関係者
洪秀英（ホン スヨン）
声 - 伊東みやこ
韓国棋院所属。研究生（のちプロ入りし二段）。年齢はヒカルより2つ下。
棋士として将来を嘱望される負けず嫌いの韓国人の少年。手合いで負けが続いてスランプに陥っていたところ、後述の経緯から院生時代のヒカルと対局することとなり、その時の敗北の悔しさをバネにスランプから抜け出し、プロとなる。北斗杯編時点では二段になっており、三将として再登場する。また日本語が話せるようになっており、日本人とヨンハの通訳なども担う。
プロ試験編で登場し、この時点では研究生。先述のスランプから脱するため、おじが経営する日本の碁会所にいたところ、大人相手の対局に慣れるため野良修行中のヒカルと対局することになる。ヒカルを舐めてかかるが、ヒカルが周囲を驚かすような大局観を発揮して敗北を喫し、強く悔しい思いをする（また、この一局はアキラと伊角にも大きな影響を与える）。ヒカルへのリベンジを誓い、彼に勝利して自分の名前を名乗りたい一心で日本語も勉強する。
北斗杯編では韓国チームの三将として登場し、ヒカルとの再会を喜ぶ。ヨンハを尊敬しているが、彼があえて誤解を解こうとせず、またその結果、誤解されたままの状態であることに強い憤りを覚える。対局ではヒカルとの対局は叶わなかったが、中国戦では負ける碁を拾って趙石に勝ち、日本戦でも社に3目半で勝利し、全勝で終える。番外編①のアキラのセリフによれば、その後プライベートで念願だったヒカルとの対局が叶うも敗北したという。
高永夏（コ ヨンハ）
韓国棋院所属。三段。年齢はヒカルより1つ上。北斗杯編の主要人物。
高慢な自信家で子供っぽい一面もある。既に韓国内タイトルの挑戦者となっている新進気鋭の天才棋士で、北斗杯には韓国チームの大将として臨む。実際に対局をした行洋からはアキラと対等の力を持つと評価され、大会ではアキラと共に一目置かれる存在。日本の歴史上の棋士にも造詣が深く、秀策ほか道策や丈和も勉強しているが、一方で当の日本の今の棋力の低さを嘆く。
大会の事前のインタビューにおいて秀策を褒めるが、通訳のトラブルによって秀策を侮辱したと誤解されてしまい、その話がヒカルの耳に入ったことで、彼から強い敵愾心を抱かれる。大会のレセプションで誤解を知るも、そのままの方が面白いとしてあえて解こうとせず、むしろ秀策の価値を切り捨てるような発言をわざとして、ヒカルを挑発する。日本戦では大将となったヒカルと対局することになり、下馬評を覆された接戦の末に半目差で勝利する。なおもヒカルを軽くみた発言をするものの、内心ではヒカルをアキラと同じく、自分と対等の棋士だと認める。
作中に登場した彼の自宅は韓国棋士・朴永訓三段（当時）の自宅がモデル。
安太善（アン テソン）
韓国棋院所属。八段。
国際手合で倉田を退ける実力者。中肉中背でマッシュルームカットの頭髪。穏やかかつ人を気遣う温和な性格だが、倉田に対するある意味失礼な態度を悪気なく見せてしまうような天然な一面もある。後に北斗杯の韓国代表戦手団団長に任命された。その際倉田に異様に敵対心を燃やされ子供じみた言動を連発され、終始困惑する。初めは日本チームを歯牙にもかけていなかった（塔矢アキラのみ警戒はしていたが経験が足りないと評価）が、日中戦を見て考えを改める。高永夏の日本チームに対する挑発的な態度に頭を抱える様子も見せる。
徐彰元（ソ チャンウォン）
韓国棋院所属。九段。
塔矢行洋と同等の実力者として描かれている。韓国囲碁タイトルの一つである「国手」のタイトルホルダー。高永夏の挑戦を退ける技量の持ち主。中国の深圳団体チームに所属している。塔矢行洋と親交がある。その塔矢行洋が日本囲碁棋士を引退したことを知り、韓国棋院の客員棋士として迎え入れるよう働きかける。
日本棋院を逐電した塔矢行洋の目的が「最善の一手の追求」以外にもあることを見抜いていた。外見は塔矢行洋をやや若くし目を細くした印象。
林日煥（イム イルファン）
韓国棋院所属。四段。
北斗杯韓国代表メンバーの一人で副将。3人の中では最も好戦的で、将来高永夏を相手に巻き返しもあると期待される。中国チームの（ヒカルに辛勝して時間があまり経過していない）王世振に勝利したが、塔矢アキラ相手に敗れる。通訳トラブルには「ばかばかしい」と余り関心を持たなかった。
金康日（キム カンイル）
韓国棋院所属。九段。
名前のみの登場。秀英に敗れる。
愈（ユ）
韓国棋院所属。七段。名前のみの登場。
ネット碁でsaiに敗北。友人である金氏がアマチュア囲碁大会出場のため日本へ行くことを知り、saiの情報を集めるよう依頼した。
金相烈（キム サンヨル） / 張成豪（チャン ソンホ）
両名とも韓国のプロ棋士、「十代の実力者」として名前のみ登場。
相勲（サンフン）
北斗杯韓国代表の随行員。中肉中背、短めの髪にメガネと誠実そうな印象。永夏の問題発言への対処に奔走させられた。
金（キム）、朴（パク）
韓国棋院の職員。古瀬村からの北斗杯選手インタビューを金が受け、その内容を朴が聞き、準備していたものの予定より一日早く古瀬村が来た。この食い違いを「古瀬村が間違えたせい」と結論付けた。

### 中国のプロ棋士及び中国棋院関係者
李（リィ）
声 - 楠見尚己
北京にある中国棋院の師範。囲碁と生活の両方を総括する。下腹が出ている初老の男性で、伊角の長期滞在を認めた。不真面目な態度の人物には厳格だが、真剣に囲碁に向き合う者には寛大で、伊角が勉強のために楊海の部屋に規則に反して寝泊りしていることを黙認した。また、伊角に負けたことで楽平の向上心に火がついたことを素直に喜んでいた。棋士達からは「李老師（リィ先生）」と呼ばれている。
楊海（ヤン ハイ）
声 - 坂口賢一
中国囲棋協会所属。八段。雲南省出身。
語学が趣味と言い切るほど語学に長けており、英語・日本語・韓国語などを流暢に話す。くだけた性格で中国棋院で孤立しがちだった修業中の伊角の面倒を見たり精神面の指導をし、秘めた才能を覚醒させた。実は中国きっての実力派の棋士で、後には北斗杯の中国代表選手団団長にも任命された。作中でも非常に高い実力を誇るとされていて、中国でトップクラス。元院生1位の伊角に2子置かせて指導碁も行った。ITにも精通しており、ネット碁を嗜むのはもちろん、コンピュータ囲碁のプロジェクトまで手掛けている。作中で「神の一手はここから生まれる」とコンピュータを指しながら発言しており、先見の明がある。最終巻で和谷、アキラに続いて“sai”の正体に漸近し、更にはその最期まで言い当てた。
趙石（チャオ シイ）
声 - 藤巻恵理子
中国囲棋協会所属。三段。
まだ10代だが、中国棋院を訪れた元院生トップの伊角を対局で一蹴した。伊角が中国棋院で修行するきっかけにもなる。九星会の棋士や中国で鍛えられた伊角に負けたこともある（ただし、盤面や投了のシーンはなく、対戦相手からそう話があったというだけ）。北斗杯でも中国代表の一人として来日。対日戦で社に勝つも対韓戦で秀英に優勢の碁を落とす。屈託のない性格。
陸力（ルー リィ）
中国囲棋協会所属。五段。
細面でメガネをかけている。北斗杯対日戦では大将。来日時には調子を落としていたらしく、アキラと対局するが、力にねじ伏せられ、敗北。その後の対韓戦でも敗れた。
王世振（ワン シチェン）
中国囲棋協会所属。四段。
北斗杯対日戦では副将。経験不足で緊張したヒカルを相手に中盤まで圧倒的有利に対局を進めるが、決着がついたはずの勝負に執拗に食いつかれ、怒涛のヨセにペースを乱される。最終的に勝利を収めるものの「薄氷の勝利」でしかなく、心の動揺を抑えられないまま対韓戦に突入、敗北を喫した。
楽平（レェピン）
声 - 高木礼子
中国囲棋協会所属。歳は趙石より1つ下。雲南省出身。
顔が和谷に酷似した小柄な少年。陽気でやんちゃな性格。棋力は間違いなく高いものの、田舎出身で大都会である北京に魅了されてしまい、あまり碁の勉強をせず遊んでばかりいるため、李に怒られている。武者修行で中国棋院を訪れた伊角からは「小さい和谷」と呼ばれ、後に北斗杯で日本を訪れた中国棋院関係者たちが和谷を見た際には、確かに楽平とそっくりだと驚く。
伊角の中国棋院滞在のエピソードで登場し、彼と対局する。当初は子供と侮った伊角に勝利するも、結果として伊角が精神的に開き直って成長することに繋がり、2回目は敗北する。その悔しさで向上心に火が点き、以降、伊角の滞在期間中は彼の側を離れず、碁の勉強に熱心に取り組む。のち、腹痛を伊角の正露丸で治してもらったことから最終的には一番の仲良しとなる。
劉（リュウ）
声 - 河相智哉
中国囲棋協会所属。趙との再戦を望む伊角のために、伊角の棋院での修行を提案した。
陳学明（チェン シュエミン）
中国囲棋協会所属。八段。
徐彰元の回想に登場。3年前（4冠時代）の塔矢行洋と対局、中押し負けを喫する。雪辱を期して研鑽を重ね、トッププロに列する実力を得る。その力量をもって再戦するも、再び敗北した。くせ毛で、丸メガネをかけている。
王星（ワン シン）
中国囲棋協会所属。九段。
団体戦では北京チームに所属し、中国でもトップクラスの実力者。気さくな人柄で、伊角が中国棋院へ修行に来た際に対局した。
陳怡（チェン イー）
中国囲棋協会所属。女流棋士。
棋院内のリーグ戦で伊角に敗れる。
劉安（りゅう あん）
中国囲棋協会所属。
春蘭杯で高永夏と対局した。

### 中学校囲碁部員及び関係者

#### 区立葉瀬中学校
藤崎あかり（ふじさき あかり）
声 - かかずゆみ
ヒカルの幼馴染。1986年5月17日生まれ。O型。姉がおり、犬を飼っている。
第1話ではヒカルの人生の転機となったお蔵の宝探しに付き合っている。ヒカルについていく形で彼女も囲碁を始め、ヒカルがプロを目指すために退部した葉瀬中囲碁部を引き継いだ。棋力はいまいち伸び悩んでいるが、ヒカルの退部によって一時崩壊の危機に瀕した囲碁部を力強い一言で救った。ヒカルに好意を持っている模様でたびたびアプローチをかけているが、ヒカルは気づいていない。中学2年生頃まではヒカルより身長が高く、終盤で身長を追い抜かされたことによって彼の成長を感じ取る描写があった。高校入学後も囲碁部に入る（部がなければ作る）と発言している。
筒井公宏（つつい きみひろ）
声 - 津村まこと
葉瀬中囲碁部の初代部長。1984年4月23日生まれ。O型。妹がいる。
眼鏡を掛けた大人しく優しい少年。大の囲碁好きで葉瀬中囲碁部を創部するが、部員は自分一人だけ。大会にも定石集を片手に挑むなど（ルール違反ではない）、定石に対する拘りが強く、そのために視野の狭い碁になってしまうために序盤での実戦に弱く、棋力はあまり高くない。ただし、目算とヨセは加賀から認められるほど正確で上手。
小学6年生時のヒカルが参加した葉瀬中の文化祭において登場し、級友・加賀に振り回される形でヒカルを中学生と偽り、念願だった大会への出場を決める。加賀からはヒカルが副将で筒井は三将と言われるも、さすがに反発し、副将での参加が決まる。加賀からは棋力を心配されるも、負けたのは2回戦のみであり、初戦はその正確な目算とヨセによって逆転勝ち、決勝（3回戦）では強敵・海王中相手に、加賀に言われて定石集を捨てた効果と相手のミスを突いたことで勝利を収める。
ヒカル中1時は大会出場のために有力者の三谷を誘うことになるも、当初はイカサマをしていた彼に反発する。しかしながら、その実力は純粋に認めており、最終的には三谷がイカサマから足を洗ったことで和解し、彼が大将として大会に出場することも認める。在学中は良き先輩としてヒカルらに接し、打倒海王中の夢を託そうとしていたが、ヒカルの院生入りの決意には残念に思いつつも彼を送り出す。
北斗杯編では現地での観戦者の一人として登場している。
加賀鉄男（かが てつお）
声 - 伊藤健太郎、石塚理恵（幼少）
ヒカルが中学入学した頃の、葉瀬中将棋部の部長。1985年1月8日生まれ（筒井と同学年。ヒカルより2学年上）。A型。
中学生ながら公然と喫煙する不良然とした少年。葉瀬中内では「泣く子も黙る加賀」と呼ばれ恐れられる。将棋部員ながら後述の過去から囲碁も強く、並の中学生相手なら圧倒する実力を持つ。藤原佐為からは、塔矢アキラには及ばないものの、おもしろい手を打ってくると思われた。また、日本棋院の篠田院生試験官からは筒井や三谷と異なりしっかり打つと棋譜を見て思われた。塔矢アキラなら解けるかもしれない難題（筒井公宏の感想）の詰碁にも即答した。
受験勉強せずとも筒井と同じ高校に行けると豪語したこともある。
　10歳くらいの頃に、将棋を指したかったのだが、父の命令で塔矢アキラもいた囲碁教室に通う。囲碁の才能も見せるものの、教室ではずっと次席で、首席のアキラをライバル視していた。アキラに勝てず、父に責められているところを偶然彼に見られ、そのまま手加減して勝ち（首席）を譲られた。自分が歯牙にも掛けられていないと悟り、プライドを傷つけられ、塔矢アキラが別格だということをやっと知った父親にもあっさりと諦められ、最終的に囲碁教室を辞めた、という過去を持つ。ヒカルの視点では、「塔矢アキラのいた囲碁教室に通っていた」ということと「アキラに勝ったことがある」ということしか知られていない。その為、加賀自身が不正をしたか塔矢アキラが本気でなかったと思われた。
　小学6年生時のヒカルが参加した葉瀬中の文化祭において登場し、ヒカルと囲碁で対局する。ヒカルの致命的なミスを見逃さず、優勢になるも怒涛の追撃で差を縮められ、半目差で辛勝する。しかしながらその強さに興味を懐き、そのまま中学校の囲碁大会に三将として出場させることを企てる。自ら大将として筒井とヒカルを率いて連勝を続けるが、決勝では優勝候補の海王中の大将相手には中押しで負ける。海王代表の棋力を見て、「塔矢アキラもどきがごろごろいる」と思われた。
その後は将棋に専念するとして、ヒカルが中学1年生時の大会には出場を断り、三谷が参加することになる。ただ、しばしば端役としては登場する。
　作中内で塔矢アキラ、藤原佐為、進藤ヒカルとの対局ではすべて勝利している珍しい人物でもある。
第18巻収録の掌編では第二回で主人公を務める。既に高校生だが弛んだ将棋部に活を入れて欲しいと頼まれて母校に戻ってきたおり、興味本意で覗いた囲碁部において、小池の勘違いからそのまま筒井を名乗って、新規部員獲得の手助けを行う。
アニメ版では喫煙シーンがカットされ、それに類するセリフも変更されている。また原作の初登場時は、囲碁盤に火のついたタバコを押し付けるというものであったが、ガムに置きかえられている
登場は主に物語初期のごく短い期間であったが、ジャンプ誌上の人気投票では上位の常連であり、「神の一手に最も近いのは？」というランキングでは、ヒカルとアキラを抑えて佐為に次ぐ2位を獲得している。また、上記の通り、第18巻収録の掌編集にもアキラや佐為と共に、彼を主人公とする1話が展開される。
三谷祐輝（みたに ゆうき）
声 - 浅川悠
ヒカルと同学年。後に囲碁部所属。1986年10月15日生まれ。AB型。姉がいる。
他人との接触をあまり好まない一匹狼の少年。小遣い稼ぎのために碁会所で賭け碁をしていた。上級者向けの詰め碁を正しく解く、夏期大会1回戦で中学生大将に早い時間で負かす、佐為に「腕はなかなかに惜しい」と評価される、囲碁大会の副将戦で勝ったこともある筒井公宏よりも数段上等、棋力は高い。中学1年時のヒカルにとって身近なライバルの一人だった。
ところが不利になると、整地をごまかす、石をずらす等という卑怯な手を使い勝っていたため、碁会所のマスターである修とダケさんの策略で大敗し、有り金を全て奪われるという屈辱を味わう。ヒカル（佐為）の助力によって賭け金は取り戻したが、その対価として強引に囲碁部に入れられる。初めはあまり熱心ではなかったが、大会で岸本の棋力の高さと挑発的な態度に触発され、二回戦で彼と戦うも、自身の我流の強さを逆手に取られ敗北。その後はメンバー集めやあかりや津田への指導など熱心な様子を見せるようになる。成長したヒカルに互先で初めて負けたときは感情を露わにした。目覚ましい成長をしたヒカルと組めば打倒海王が実現すると思っていた。新入部員の夏目を連れてきた直後、自らを囲碁部に引き込んだヒカルの突然の退部に激昂、退部することを決意する。ヒカルとの最後の一局では、全力で打つものの、ヒカルが3人を相手に同時に打ちながらも急所に打っていき、6目半差にて完全に棋力を越されている。以前と変わらない囲碁部の皆の態度に徐々に顔を出すようになり、3年時に大会を軽く見たヒカルの発言に激怒して再び囲碁部に舞い戻る。ヒカルとは退部以降まともに会話することはほとんどなかったが、無愛想な態度とは裏腹に常に気にかけている様子である。アニメではプロ試験に合格したヒカルに、不器用ながら祝福の言葉をかけている。男勝りな金子が苦手。
海外の記事でも囲碁の不正において引き合いに出されている。
金子正子（かねこ まさこ）
声 - ゆきじ
本来はバレー部員だが、碁が打てるということでヒカルに強引に囲碁部に誘われる。1986年9月6日生まれ、O型。
オカッパ頭に恰幅の良い体格と豪快な性格で金太郎のような印象を持ち、葉瀬中囲碁部のお母さん的存在。ヒカルが碁から離れた時には部活に誘ってみたり、ヒカルを心配するあかりに声を掛けたりと、さりげなく気遣いが出来る性格でもある。棋力は三谷には及ばないものの小池や夏目に比べれば力はある。三谷の天敵のような存在でもある。また学業優秀で、一流校に推薦合格し、勉強に精を出さない三谷の面倒を見てやったりしている。
夏目洋介（なつめ ようすけ）
声 - 川村拓央
ヒカルの同学年。背が高い。棋力は後輩の小池と同じくらいだが、副将を務めている。また、院生2組のヒカルと対局した時には9子を置いていた。中一の夏休みから囲碁をはじめる。三谷に誘われ囲碁部に入るが、その直後にヒカルと三谷がやめてしまい、男子が一人だけになってしまった。その後、藤崎や津田に囲碁を教えながら、三谷に部活に戻るように何度も説得する。三年時に念願の団体戦出場、準優勝を果たした。葉瀬中囲碁部2代目の部長。
原作では下の名前について明らかにされず、テレビアニメ版の対戦記録ノートにて判明。
小池仁志（こいけ ひとし）
声 - 重松朋
ヒカルより1学年下。ヒカルが院生になった後にポスターを見て入部したため、部員として共に活動したことはない。葉瀬中囲碁部3代目の部長。番外編で、加賀のことを「伝説の筒井先輩」と勘違いする（ヒカルとの面識も、番外編でのみ確認できる）。棋力は夏目とほぼ同等で三将を務めた。番外編では先輩達が卒業した後、かつての囲碁部を取り戻そうと必死に活動している姿が描かれた。しかし実力は後輩の矢部より弱いままと伸び悩んでいる様子。
津田久美子（つだ くみこ）
声 - 渡辺明乃
ヒカルとは同学年。碁に関してはまったくの初心者だが、あかりに誘われて葉瀬中囲碁部に入部する。恥ずかしがりや。
矢部（やべ）
小池より1学年下。囲碁部の存在を知り、加えて「プロがいる」との噂を聞いて入部を考えるが、実際には小池1人と知り落胆、入部を取り消そうとする。その時偶然加賀があらわれ、かなり強引に入部させられる。やや高飛車な性格ではあるが、棋力は小池より上（加賀からみれば大差はない様子）で部活動にも熱心。しかし部長の小池が弱いままだったり、不真面目な岡村の面倒を見なければならなかったりと苦労が絶えない。
岡村（おかむら）
小池より1学年下。もとは将棋部員だったが、加賀の「筒井ごっこ」の犠牲となり囲碁部に入部させられる。入部経緯のためやる気は全くないが、それなりに囲碁（ウッテガエシ）は覚えており、対局で勝った時や褒められた時は素直に喜んでいる。また新加入の上島に三将を奪われかけた際には「三将はオレだからな！」と啖呵を切って勝負を挑む（結果は勝利）など、それなりに囲碁部員としての意地はある。将棋の腕前は親戚のどのおじさんより強いと豪語するも、6枚落ちのハンディを背負った加賀には勝てない程度。
上島（うえしま）
小池より1学年下。陸上部だったが関節を痛めたため、矢部の勧めで囲碁部へ転向した。いつも父と対局していると豪語するあたりに矢部も期待していたが、実は岡村よりも弱かった。最終的に入部したのかは不明。
タマ子（たまこ）
声 - 石塚理恵
囲碁部の顧問及びヒカルの2年生時の担任、担当科目は理科。正式な部でなかった当時からヒカルらを応援しており、部としての予算獲得から家にあった古い碁盤提供まで、細かな支援を行った。その後、ヒカルがプロになったことに困惑するも、暖かく見守っていた。
カツマタ（かつまた）
葉瀬中学生徒指導担当教諭。ゴリラを思わせる筋骨隆々の体格にこれ以上ない強面と、威圧感十分な風貌。素行不良著しい加賀を目の敵にしており、毎日のように加賀を追い回している。
鈴木（すずき）
ヒカルが中学3年の時の担任。囲碁から離れたヒカルに受験勉強させたいというヒカルの母からの相談に、言葉を濁らせる。その後立ち直ったヒカルを見て安堵していた。
松井（まつい）
声 - 星野充昭
葉瀬中学社会科担当教諭。ヒカルの依頼で佐為について調べるが、実在の証拠は見つからず。「いたかいなかったかはわからない」と結論付けた。

#### 私立海王中学校
岸本薫（きしもと かおる）
声 - 櫻井孝宏
中学囲碁部編時の海王中3年生で囲碁部の部長。元院生。1985年3月5日生まれ、AB型。兄がいる。
強豪海王中の囲碁部部長として一般の同世代では隔絶して高い棋力を誇る人物。単純に強いだけではなく冷静に相手の手を分析し、その傾向や狙いなどを看破する。アキラの囲碁部入部、さらに（ヒカルとの対局のために）大会に出たいと言い出した際の部内の動揺を部長として制する一方、実は岸本自身が誰よりもアキラとの対局や検討を望んでいた。実力では大将となるべきアキラがヒカルと戦いために三将を望むなどの騒動を経て、大会には大将として臨み、対抗意識を燃やす三谷に完勝する。しばし後、街でヒカルと偶然出会い、対局を申し出て彼の実力を計る。勝負は途中で中断を提案するほどの完勝をするが、この時点でヒカルの棋力がすでに海王中副将と同等であると評する。また、この時にアキラがプロになったとヒカルに教え、彼が院生試験を受けるきっかけとなる。
小学6年の12月に院生となるも、ほとんどを2組で過ごし、中学1年の2月で挫折し辞めた過去を持つ。ヒカルは岸本を強いと思っていたが、対局経験のあった和谷や伊角は大したことなかったと評して、院生のレベルの高さをヒカルに知らしめる。また、岸本もアキラと対局した際に、プロになる夢を叶えられないことを再確認している。
尹（ユン）
声 - 伊藤和晃
海王中囲碁部顧問。韓国人。
礼節を重んじる穏やかな人柄。母国でも囲碁を教えていたが、教師として日本に渡ったという経歴を持つ。尹自身の棋力は不明ながら、少なくとも盤面を見て対局者の棋力を図ったり、また後述のようにヒカルとスヨンの一局をアキラのために再現するなどの能力は持つ。大会への出場には基本的に学年や作戦などを気にせず、純粋な実力順で大将・副将・三将を決める方針。
初登場は、小学6年のヒカルが中学生と偽って出場した中学校囲碁大会で、この時は自校の三将相手に素晴らしい対局をして勝ったヒカルに感銘を覚える（この時は佐為が手加減して打っている）。翌年、アキラの囲碁部入部を受け、本来は大将格のアキラがヒカルとの対局を望むことに困惑させられるも、アキラの熱意と、ヒカルの実力を知っていることから最終的にアキラの三将出場を認める。大会当日、あまりに酷いヒカルの碁に激昂するアキラを嗜める一方、尹自身も期待していたヒカルに幻滅する。
院生編の終盤で再登場し、偶然、ヒカルとスヨンの一局を目撃とすることとなる。対局の見事さと、ほぼ1年でのヒカルの成長ぶりに感嘆し、評価を改める。また、この対局内容をアキラに教えたことが、アキラがヒカルに再び注目するきっかけとなる。
日高由梨（ひだか ゆり）
声 - 本田貴子
海王中囲碁部女子部員。1985年2月11日生まれ、AB型。兄がいる。
正義感がつよく、部内いじめを止めに入ったこともある。悪気はないが毒舌であり、葉瀬中チーム（特に筒井）を怒らせたこともある。練習を怠らず、大将を務める等、棋力は本物である。
奥村（おくむら）
声 - 浅野まゆみ
塔矢アキラと同学年。囲碁部員で棋力は今一つ。憧れていた海王囲碁部に入るも、アキラの加入により部の雰囲気が悪くなったことにがっかりする。マネ碁で塔矢と引き分けに持ち込もうとするが、ダメヅマリからあっさりと敗北。その後伊藤や小島と連携して塔矢にいじめをしかけ、目隠し碁の2面打ちを強要するも、日高に露見して失敗した。棋力は低く、稚拙（アキラ自身も理解できない作戦）な打ち方である。しかしその打ち方によって塔矢との目隠し碁では伊藤や小島よりもアキラを苦しめることになる。ただ本人はそれに気づいていなかった。
伊藤（いとう）
声 - 岸尾大輔
海王中囲碁部員。アキラより1学年上。奥村や小島と共謀し塔矢に目隠し碁のいじめを仕掛けるが大敗を喫し、のちに退部した。塾に通っている。海王囲碁部の中で棋力は低い方だが、小島と奥村よりは高い。
小島（こじま）
声 - くわはら利晃
海王中囲碁部員。アキラより1学年上。伊藤と奥村と3人で塔矢をいじめるも、逆激を受けて失敗した。家庭教師を雇っている。棋力は奥村と伊藤の間だが、決して稚拙な打ち方をするわけではない。
青木（あおき）
声 - 斉藤瑞樹
海王中囲碁部員。アキラより2学年上。岸本、久野に続く実力者。温厚な人柄で後輩からの信頼も厚い。しかし塔矢が入部することで大会メンバーから外される位置におり、塔矢と対局（敗北）することで周囲に実力差を見せて、静かに去った。
久野（くの）
声 - くわはら利晃
海王中囲碁部部員。アキラより2学年上。アキラが加入した頃は副部長を務めていた。夏の大会では副将として参加。2回戦では慎重に打つ筒井と対局、余裕の勝利を得た。棋力は、海王囲碁部でアキラと岸本に次いで高い。岸本からは院生試験2ヶ月前のヒカルの棋力と互角といわれている。
美和（みわ）
声 - 清水敏孝
海王中囲碁部員。アキラより2学年上。塔矢の実力を見る対局に立候補するも、尹先生に断られ、3年生が1年生にあっさり負けるのは好ましくないことだと察する。
宇野（うの）
海王中囲碁部の新入部員、女性。守りが甘いと尹先生に注意された。
中井（なかい）
岸本と同じ学年。アキラを意識するあまり神経質になっていた。そして同じ学年の囲碁部員に注意される。
山田（やまだ）
詰め碁に10秒以上時間をかけてしまい、先輩に注意される。『碁ジャス☆キャラクターズガイド』では1年生と紹介されていた（尹先生は、その時1年生同士で対局させ実力をみていた）。
冬期大会海王中大将
岸本や日高より1学年上の先輩。冬期囲碁大会の決勝戦で加賀と対局し中押し勝ちを収めるも苦戦した様子も喜ぶ表情もなく淡々と碁石を片づけていた。加賀に「塔矢アキラもどき」と例えられる。
冬期大会海王中副将
声 - 田中大文
岸本や日高より1学年上の先輩。冬期囲碁大会では、筒井の準決勝戦を観て彼のヨセの技術を認める（原作）。決勝戦で筒井と対局し勝勢のはずが終盤にぽかをしてしまい敗れる。この話は後輩・日高にも知られている。
冬期大会海王中三将
声 - 鈴村健一
岸本や日高より1学年上の先輩。冬期囲碁大会決勝戦では小六のヒカル（佐為）と対局し最後まで善戦する。佐為や尹にも称えられる。
海王中校長
声 - 北川勝博
古くから海王中で教鞭を取り、塔矢行洋が海王在学中は担任教師だった。海王中に入学するアキラに囲碁部への入部を頼む。
高田（たかだ）
声 - 重松朋
進藤ヒカルの家のはす向かいに住んでいる少年。囲碁部員かどうかは不明。ヒカルより1～3学年上。冬期海王中の決勝戦の終了時に小学6年生のヒカルが中学校の大会に出場していることに気づき、葉瀬中チームが失格扱いになるきっかけとなる。

#### その他の中学
森山（もりやま）
声 - 浅野まゆみ
川萩（かわはぎ）中囲碁部員で、ヒカルが小学生時代の大会では大将だった。加賀を「人数合わせの将棋部員」と侮るが、わずか10分で中押し負けを喫する。自分の棋力に関しては自信があったらしい。
冬期大会川萩中副将
声 - 渡辺明乃
定石の本を読みながら対局する筒井をバカにする。中盤までは勝勢だったが、筒井の正確な目算とヨセによって20目差がひっくり返ってしまい、半目の差で逆転負けする。原作ではその後泣いている描写がある。
冬期大会川萩中三将
声 - 石塚理恵
大会で小学6年生のヒカルと対局。ヒカルが佐為の力を借りなかったので勝つも、なかなか投了しないヒカルにうんざりする。ヒカルの対局時計の押し忘れを、指摘した。
池下（いけした）
佐和良（さわら）中囲碁部員で、ヒカルが小学生時代の大会では大将だった。加賀と対局、勝つ見込みがなく投了するも顧問に責められる。
冬期大会佐和良中副将
声 - 川村拓央
眼鏡をかけている男の子。ヒカルが対局を一手目から並べ直すことができることに驚く。筒井を警戒していたが、大したことがないとわかると5目程の差で負かす。棋力は川萩中副将より強いと加賀に思われている。
冬期大会佐和良中三将
声 - 遊佐浩二
空き時間に副将と対局し、負けそうになるとわざと石をずらした。近くで見ていたヒカルに石を並べ直され、ヒカルに当たる。2回戦でヒカルを追い込むも、佐為の助力によりヒカルに敗れる。
夏期岩名中大将
声 - くわはら利晃
夏期囲碁大会1回戦で三谷と対局した男の子。三谷の早碁に圧倒され中押しで敗れる。
夏期岩名中副将
夏期囲碁大会1回戦で筒井と対局した男の子。筒井の気合の碁に歯が立たず16目半差で敗れる。
夏期岩名中三将
夏期囲碁大会1回戦でヒカルと対局した男の子。形勢有利の盤面を見て笑うも、ヒカルに逆転負けの結果と終わる。

### 院生及びプロ試験受験者
和谷義高（わや よしたか）
→#日本のプロ棋士
伊角慎一郎（いすみ しんいちろう）
→#日本のプロ棋士
越智康介（おち こうすけ）
→#日本のプロ棋士
本田敏則（ほんだ としのり）
→#日本のプロ棋士
奈瀬明日美（なせ あすみ）
声 - 榎本温子
日本棋院所属の院生。1984年5月10日生まれ。B型。兄と弟がいる。
世話焼きだが攻撃的で剛胆で人一倍負けん気の強い美人女子高生。ヒカルの2つ上で、伊角や和谷らの院生仲間グループの紅一点。棋力は1組中位に所属し、若獅子戦に選出されるほど。プロ試験では序盤で2勝4敗と早くからプロ入りの目が危うくなり、最終的に13勝14敗で不合格となるも、上位陣の本田を破っている。
プロ試験後の奈瀬を描いた番外編では、飯島が院生を辞めることやプロ試験合格者（ヒカル・和谷・越智）が自分より年下だったことから囲碁に対する情熱を失いかける。棋院をサボりデートをした際に、碁会所に行き本来の自分の姿を見つけた事で、院生を続けることを決める。
院生編以前から同一人物とみられる女子が登場したものの、プロ試験編まで名前が判明せず、第一回人気投票では「院生一組女子」という仮称がつけられていた。その名称は単行本収録時に「奈瀬」にすべて統一された。
福井雄太（ふくい ゆうた）
声 - 水田わさび
日本棋院所属の院生。1988年6月21日生まれ。O型。5人兄弟の真ん中。
愛称「フク」と呼ばれる朗らかな性格の少年。ヒカルの2つ下で、伊角や和谷らの院生仲間グループのムードメーカー。棋力は1組中位に所属し、若獅子戦に選出されるほど。早打ちでクセがあり、上位の和谷が苦手意識を持つほど彼に勝ち越す一方で、順位下位のヒカルには負けが多い。プロ試験では早くからプロ入りの目がなくなっていたが、調子を崩したヒカルや伊角に勝つ（最終結果は13勝14敗）。
飯島良（いいじま りょう）
声 - 山口隆行
日本棋院所属の院生。1983年度生まれ。
やや神経質で毒舌的な青年。伊角や和谷らの院生仲間グループの一人。1組に所属するものの棋力が伸び悩み、院生のリミットも近いため焦りがある。特にプロ試験では、伊角や和谷がヒカルを補助して更に棋力が大幅に伸びたことを知り、和谷に悪態をつく。プロ試験では15勝12敗で不合格。その後、大学に進学するために院生を辞める。
小宮英二（こみや えいじ）
声 - 河相智哉
日本棋院所属の院生。1984年度生まれ。
1組上位の実力者で、プロ試験本戦時には越智から、伊角、本田、和谷に次ぐ足立、ヒカルと同じくらいの棋力と評される。プロ試験では第8戦でヒカルと戦い、さらに強くなった彼に敗北する。第21戦終了時点で16勝5敗で、まだ合格の目も残っていたが次戦の和谷に負け不合格が確定する（最終結果は19勝8敗）。その後も、しばしば端役として登場する。
足立俊輝（あだち としき）
声 - 川村拓央
日本棋院所属の院生。1984年度生まれ。
1組上位の実力者で、若獅子戦に選出された上に1回戦を勝つほど。小宮の項の通り、越智からはヒカルや小宮と同等の棋力と評される。プロ試験では和谷に勝つなどして第17戦終了時点で12勝5敗として上位陣に食らいつくも、次戦で小宮に負け引き離される（最終結果は20勝7敗）。
後にも登場し、伊角と本田がプロとなった後は、院生1位として名が挙げられている。
内田（うちだ）
声 - 町井美紀
院生2組の女の子。院生になったヒカルが初めて対局した相手。ヒカルの前評判に気後れしていたが、結局勝利した。
椿俊郎（つばき としろう）
声 - 西村知道
外来（院生外）のプロ試験受験者。1971年度生まれ。
大柄で体躯がよく髭面で、外見は壮年にも見える男性。そのような風貌とがさつな性格からヒカルたちに「ヒゲゴジラ」と呼ばれ怯えられる。その言動は盤外戦を狙ったようにも見えるが、実際は悪意がない本心からのものであり、本性は気のいい兄貴分。受験資格ギリギリの年齢で、会社を辞めてプロ試験を受けにきたという。
プロ試験予選での最初のヒカルの対局者で、その外見や言動に惑わされたヒカルに勝利する（これがきっかけでヒカルは大人相手の対局に慣れるため、伊角や和谷の紹介で碁会所巡りを行う）。その後、予選を突破し、本戦出場を果たすが、最終結果は17勝10敗で不合格となる。7戦目ではヒカルと再対局を行い、精神的・技術的に向上した彼に敗北する。ヒカルを気に入っており、プロ不合格が決まると、その夢をヒカルに託す。
片桐恭平（かたぎり きょうへい）
声 - 遊佐浩二
外来（院生外）のプロ試験受験者。
20代半ばのサラリーマン風の外見。本試験は不合格となるも、本田を破り、最後まで上位陣に食らいついた実力者。翌年も受験しているが不合格となっている。
庄司（しょうじ） / 岡（おか）
北斗杯編で登場した小5の院生2人。庄司の順位は1組16位で若獅子戦出場崖っぷちのサボり魔。岡の順位は1組14位で不真面目な庄司とは逆に勉強家だが、怠け者の庄司と順位が然程変わらないのに苛立ち、事ある毎に庄司に噛み付く。いつもの院生研修でも北斗杯でのヒカルとアキラの優劣の舌戦を繰り広げたが、若獅子戦で2人の強さに圧倒され、ヒカル派だった庄司とアキラ派だった岡の主張を著しく変えた。2人の実力が五分五分である事を暗に示す役割を持つ。

### 国際アマチュア囲碁カップ出場者・関係者
李臨新（リ リンシン）
声 - くわはら利晃
第20回、21回国際アマチュア囲碁カップ中国代表。ネット碁では「L・L」の名で対局。大会参加前にネット碁でsaiと対局し敗北。大会会場でsaiの情報を求めるが得られなかった。21回囲碁カップでは優勝したことがフランクによって語られている。その後toyakoyo（塔矢名人）と対局し中押し負け。さらにsaiとtoya koyoの対局を観戦し、toya koyoを下したsaiの技量に絶句した。
フランク
声 - 水野龍司
第19回、20回、22回国際アマチュア囲碁カップオランダ代表。大学教授の助手をしているが、その仕事をおろそかにして囲碁教室を開くほど囲碁に傾倒している。大会参加前にネット碁にてsaiに敗北、その強さを「心臓が破裂しそう」と表現し、大会会場でsaiの情報を求めたが得られなかった。塔矢名人の大ファンで、彼が「toya koyo」のハンドルネームでネット碁に参加した際には「ネット碁のグローバル化」と大変喜び興奮し、オーイェルからの電話でsaiとtoyakoyoの対局を知り観戦した。第19回の成績は6位。コーヒー1杯にシュガースティック5本分の砂糖を入れるほどの甘党。
島野（しまの）
声 - 清水敏孝
第20回国際アマチュア囲碁カップ日本代表で、森下はプロと互角に渡り合うという。ネットの碁豪「sai」ではないかと疑われていたが、本人が否定した。かつて塔矢名人の研究会にも通っていたことがあり、緒方九段とも面識がある。
金（キム）
声 - 遊佐浩二
第20回国際アマチュア囲碁カップ韓国代表。韓国のプロ棋士 愈七段と友人で、彼に頼まれsaiの情報を求めた。その文脈で愈七段がsaiに敗れたことを語った。
アメリカ代表
声 - 高瀬右光
第20回国際アマチュア囲碁カップアメリカ代表。ニューヨーク在住。国内予選で優勝。佐為＝saiのネット碁初対局の相手で、他の各国棋士と同じく大会参加のほかsaiの正体を探るために来日した。大会では島野に中押しで敗戦。塔矢名人とsaiの対局もネットで観戦。
元アメリカ代表
声 - 金丸淳一
第19回国際アマチュア囲碁カップアメリカ代表。20回代表の棋士とは友人で、共にsaiのネット対局を観戦。塔矢名人とsaiの対局を知るや、友人である20回代表の自宅を訪ねて共に観戦した。
オーイェル
声 - 塚田正昭
フランクの知人であるオランダ人男性。ネット碁を嗜み、塔矢名人がネット碁に現れたことをフランクに教える。さらに名人とsaiの対局速報をフランクに伝えた。
周平（しゅうへい）
声 - 檜山修之
第22回国際アマチュア囲碁カップ日本代表。広島県因島出身。日本におけるアマチュアNo.1で、関西のプロと互先で打てる技量の持ち主。姿を消した佐為を探して因島に来たヒカルと河合に出会う。大の広島カープファンで、河合がカープを馬鹿にしたことに腹を立てた。河合に勝利後、碁会所に河合を迎えに来たヒカルと対局する。当初は新初段シリーズの不振などもあって侮っていたが、ノータイムの応手に加えて尋常ならざるヨミの前に敗北。ヒカルの力量を認めて新幹線の駅まで送っていった。

### 日本棋院及び囲碁業界関係者
天野（あまの）
声 - 石波義人
『週刊碁』の記者。連載開始当初からアキラに注目していた。ヒカルへの評価は当初は辛口だったが、塔矢名人や緒方九段などの大人物が注目している事を知り、さらにアキラがヒカルをライバルとはっきり認めたことで、自らもヒカルに対する評価を改めた。対局描写はなく、棋力は不明だが、形勢判断や、打った碁を並べなおす描写がある。
古瀬村（こせむら）
声 - 川村拓央
天野と同じく、『週刊碁』の記者。あまり物事を深く考えない、明るい性格。人事異動で天野の後釜を務める事に。モデルは、実在の『週刊碁』編集担当の棋院職員。韓国棋院に行った折、韓国代表の高永夏の取材で通訳ミスにより秀策を馬鹿にされたと勘違いし、高永夏を強く嫌っている。事の発端は取材日を古瀬村本人が間違っていたことによるスケジュールミスなのだが、本人は最後まで気づかず終いに終わった。
吉川（よしかわ）
声 - 石井隆夫
『週刊碁』の編集者の一人。韓国語に堪能で、通訳のため取材に同行することもある。
坂巻（さかまき）
声 - 樫井笙人
日本棋院職員、事務担当。強面の中年で性格も外見と同じ。失礼な言動の多いヒカルを「礼儀のなってないただのガキ」と斬って捨てるなど、容赦のない人物。

### 碁会所の人たち

#### 「囲碁サロン」
塔矢行洋が経営する碁会所。小学生時代からアキラが常連として通い、指導碁なども行っていた。
市河晴美（いちかわ はるみ）
声 - 雪乃五月
「囲碁サロン」の受付嬢。外見は20代前半〜半ば。塔矢アキラを溺愛すること甚だしく、頼みを積極的に引き受け、指導碁をエサに学校まで迎えに行くほど。アキラがプロにならず碁会所でのんびり碁を打つという状況を気に入っており、急にプロ試験を受けると知り動揺していた。アキラを「アキラくん」と呼んでいる。北島に「プロになったのだから先生と呼ばないといけない」と窘められ、半泣きになるほどショックを受けたが、アキラに「市河さんに先生と呼ばれたら、（囲碁サロンに）来にくくなっちゃう」と言われ、目を輝かせて喜んだ。
北島（きたじま）
声 - 河相智哉
「囲碁サロン」の常連客。痩身の老人男性。この上ないアキラのファンで、アキラを「若先生」と呼んでいる。アキラと対等に話すヒカルを苦々しく思っており、アキラと同じプロであるにも関わらず、「進藤」と呼び捨てにしている。北斗杯でヒカルの対局を見て、実力を認めた。
広瀬（ひろせ）
声 - 星野充昭
「囲碁サロン」の常連客。髪の生え際がかなり後退している、恰幅の良い男性。棋力は北島よりやや劣るものの、それゆえ良き碁敵として尊敬もしている。面倒見が良い人物で、アキラがプロ試験を受けると聞いて動揺した市河に男性を紹介しようと持ちかけて逆ギレされた。
久米（くめ）
声 - 星野充昭
「囲碁サロン」の客。久しぶりに立ち寄った囲碁サロンにてヒカルとアキラの喧嘩を目撃、ヒカルを見下す発言をしたところアキラに咎められた。

#### 「道玄坂」
プロ試験予選で怖気づいたヒカルのために、和谷と伊角が連れて行った碁会所。後にヒカルは常連となった。
河合（かわい）
声 - 小野健一
碁会所「道玄坂」の常連客のタクシー運転手。道玄坂に腕試しに来たヒカルと三子置きで対局して敗れてから、ヒカルのことをかわいがっている。相手の頭をぐしゃぐしゃに掻き回す癖がある。ヒカルが顔を出すようになってからは、毎日碁会所に入り浸っていた。タクシーの仕事をサボって碁会所に来るなど不真面目な人間だが、本因坊秀策の縁の地に行きたがるヒカルに同行してお金を貸すなど面倒見も良い。ヒカルが囲碁から離れた際は、結果の載っている「週刊碁」をグシャグシャに丸めるほど怒っていた。北斗杯の時もヒカルの応援のために会場まで来て、高永夏とヒカルの対局を観戦した。その際ヒカルの敗北に不満をこぼした観客に掴みかかる騒動を起こした。
「道玄坂」のマスター
声 - 石波義人
プロに二子で勝ったこともある実力者だが、伊角に三子で敗れた。その後も碁会所に勉強にやってくるヒカルを温かく見守る。ヒカルが目算が苦手なことを見抜き、わざと持碁にする練習を持ちかけた。また、プロ試験合格後は、囲碁界に詳しくないヒカルのために、古い囲碁雑誌を持ち帰らせた。ヒカルがアキラを連れて来ようかと口走った時、鼻息を荒くして約束を取り付けようとするなど、ミーハーな一面も見せる。
堂本（どうもと）
声 - 高瀬右光
「道玄坂」の常連客。プロ試験本選前の腕試しに店に来たヒカルと対局、敗北。河合と仲が良く、二人で北斗杯の解説場に足を運んでいた。
曽我（そが）
声 - 楠見尚己
「道玄坂」の常連客、禿頭の老人。三子置いて和谷に勝つなど、かなりの棋力の持ち主。そのため、ヒカルと対局する際は二子置いていた。ヘビースモーカー。
新実（にいみ）
声 - 樫井笙人
「道玄坂」の常連客。常連の中では棋力は低いため、マスターの判断でヒカルとは打たせられなかった。
「道玄坂」のマスターの妻
声 - 中澤やよい
「道玄坂」で接客を主に担当している、夫より恰幅の良い中年女性。「ナマイキなクチきくガキはキライ」だそうだが、佐為成仏のために囲碁から逃げて不戦敗を重ねていたヒカルを「理由があるのだろう、温かく見守るべき」と擁護するなど、優しさももっている。

#### その他の碁会所
修さん（しゅうさん）
声 - 田原アルノ
碁会所「囲碁さろん」の席亭、痩身の好々爺。三谷の「ズル」を見抜いており、たしなめるためにダケさんを呼んだ。息子夫婦とうまくいっておらず、ズルを直接指摘して三谷に嫌われたくないために自分を呼んだのだろうとダケさんに指摘され、狼狽していた。
ダケさん
声 - 長嶝高士
凄腕のイカサマ棋士で、碁会所などから依頼を受けて自分と同じようなイカサマ師を退治する稼業（「熊退治」と称する）をしている。囲碁だけでなく麻雀もこなす。修さんの依頼を受けて整地のズルをする三谷と対局する。手加減をし形勢不利であったが中盤から本気を出し、差を詰めた。石を一路ずらしたり、整地をごまかしたりして12目半差の大差で勝利する。その後、三谷から奪った1万円を賭けてヒカル（佐為）と対局、「本因坊秀策」の力の前に中押し負けした。
柳（リュウ）
声 - 水野龍司
碁会所「柳」の席亭、韓国人。秀英のおじで、研究生（韓国棋院の「院生」）でのクラス落ちからやる気をなくしてしまった彼を一時的に日本に呼び寄せた。ヒカルとの勝負に負けて悔し泣きする秀英を見て、気力が戻ったと確信した。
神宮寺（じんぐうじ）
声 - 樫井笙人
碁会所「石心」の客。かなりの棋力をもち、知り合いのプロからも「プロになれるだけの力がある」と言われていたが、腕試しに来た伊角に苦も無く負けて、プロの言葉がただのお世辞であることを思い知らされた。その後伊角に「強いのがいる碁会所」として「柳」を紹介した。
土屋（つちや）
声 - 斉藤瑞樹
都市部の碁会所の客。ヒカル・和谷・伊角が団体戦を申し込んだ時に大将に立候補するが、結局副将として伊角と対局した。
土庄（どしょう）
碁会所「囲碁サロン 道楽」の客。禿頭の「いかついおっさん（奈瀬 談）」。院生研修をさぼってデートしていた奈瀬と対局、最初は女の子と侮って手を抜き、軽くひねられ、本気で再戦するも大差で敗北した。

### 登場人物の家族
進藤平八（しんどう へいはち）
声 - 中博史
ヒカルの父方の祖父。兄の形見分けでもらった碁盤に佐為が宿っており、佐為がヒカルのもとに降臨するきっかけを作った人物でもある。原作では、ヒカル（佐為）と初めて対局した人物。ヒカルの住む町内では高い棋力の持ち主で、「クツワ町の井上さんに勝てたのは自分だけ」と豪語する他、ヒカルに事ある毎に大量のトロフィーを見せたがる。筒井と互先で勝てるようになったヒカルと対局、ヒカルの急成長に驚くもヒカルに勝利する。ヒカルのために碁のセット（総額5万円）を買い与えるなど、ヒカルの行く末を楽しみにしている。プロになったヒカルに置石を置くよう言われるが、孫相手に置石など置けるかと突っぱねたところ、ヒカルに大差をつけて勝つことを宣言され慌てている。
進藤美津子（しんどう みつこ）
声 - 日野由利加
ヒカルの母。初登場（第38局）時は「小太りのおばさん」だったが、だんだん若々しくスレンダーに描かれるようになる。
囲碁の知識は全くなく、碁に傾倒し果てにプロになったヒカルを危ぶんでもいた。佐為成仏から虚脱状態になったヒカルに受験勉強させようとするが失敗、立ち直り碁に打ち込む姿を見て真剣に応援しようと決めた。
モデルは、自身も母として育児に奮闘した経験がある原作者のほったゆみ。
進藤正夫（しんどう まさお）
声 - 千葉進歩
ヒカルの父で平八の息子。本編には未登場で平八のセリフで言及されたのみ。碁を全く打たない。
アニメでは最終話および「北斗杯への道」に登場するが、姿は見せず声のみとなっている。
塔矢明子（とうや あきこ）
声 - 佐久間レイ
塔矢行洋の妻、アキラの母。ショートカットのおっとり美人だが、妻としての義務は果たしている。夫の地方対局の際には付き添うなど、サポートもこなしている。
加賀の父
声 - 水野龍司
加賀鉄男の父。加賀が年下のアキラに一度も勝てないことにいら立って暴言を吐き、後にアキラとの実力差がはっきりすると見限った。このことが原因で加賀は囲碁を憎むようになった。
三谷の姉
声 - 川崎恵理子
三谷祐輝の姉で高校生。下の名は不明。インターネットカフェでアルバイトをしている。弟の友人であるヒカルに、タダでパソコンを使わせてあげた。
越智の祖父
声 - 伊井篤史
越智康介の祖父。プロを自宅に呼んで指導を受けていたが、側で聞いていた幼い越智が成長したために期待を寄せるようになる。越智のためにプロを自宅に呼ぶようになり、院生試験の際にはアキラを招聘した。
森下一雄（もりした かずお） / 森下しげ子（もりした しげこ）
声 - 川村拓央 / 町井美紀
森下九段の子どもたち。いずれも父から碁は教わっているが「ヘボ碁」といわれている。森下の門弟たちとも交流があり、しげ子は和谷になついている。

### その他の人物
阿古田末三郎（あこた すえさぶろう）
声 - 高瀬右光
ヒカルが囲碁の基本を学ぶために通った囲碁教室の生徒の一人。棋力は高いが、性格は悪く、下手をいたぶるような碁（佐為が「相手が弱いと見ての無茶な攻め、攪乱させるだけの無意味な手」と称している）を打つ。実はハゲで、最初はカツラ。ヒカルにカツラが暴かれてからは、帽子で隠すようになる。あかりのことを非常にかわいがっており、あかりが囲碁教室に通うようになってからは人格が変わったと称されるほど優しくなった。成長したヒカルと対局して敗北する（その後、ヒカルは三谷に互先ではじめて勝利する）。
栗本正助（くりもと しょうすけ）
声 - 石住昭彦
都議。日本棋院足立支部の「ふれあい囲碁まつり」開催に尽力。尊大な人物で、桜野女流棋士が来ないことを知って暴言を吐いたり、碁盤の上に濡れたコップを置いたり（碁盤は水分に弱い）、碁石を踏むなどしている。秘書の置石が3つだったため、自身も見栄を張って置石を5つから3つに減らしたが、棋力はアキラ曰く大したことがない。自身を含め4人と対局したアキラが意図的に全て持碁にしたことに愕然とした。
栗本の秘書
声 - 河相智哉
ふれあい囲碁まつりに参加した一人。アキラに四面持碁にされたメンバーの中では1番の実力者であり、ほかのプロだけでなくアキラにも棋力を認められた。アキラとの対局では3つの黒石を始めに置いていた。栗本の囲碁に対する行いを軽蔑しており、陰で「ボンクラ」と呼び、アキラに「（故意の持碁は）ばれないように上手くやるんですね」と助言した。
磯部秀樹（いそべ ひでき）
声 - 渡辺久美子
小学生を対象とした全国レベルの大会「こども名人戦」の優勝者。勲章にたがわぬ実力者で、大人を相手に指導碁の真似事もしていた。「表に出ず影で威張る」塔矢アキラの存在を疎んでおり、「囲碁サロン」の存在を知って勝負に赴く。ヒカルと出会う前のアキラに自信満々で挑んだものの、中押し負けする。芦原からは十分強いと褒められたが、アキラはこども名人の実力が大したことないこと、そして自分には同年代のライバルがいないことを思い知らされる。
中村茂蔵（なかむら しげぞう）
声 - 宝亀克寿、秋元羊介（スペシャル版）
ヒカルが住む町で「中村骨董店」を営む古美術商。アマチュア五段の証書を持っている。贋物を高値で売りつけることに心が痛まない守銭奴で、周囲にトラブルが絶えなかった。「この世に人間は2種類。目が効く奴と、目が利かない間抜け」と言い、騙された客を小馬鹿にしている。
偶然からヒカル（佐為）と対局、圧倒的大差で中押し負け。さらに白黒を交換してヒカルが勝てば安値で売っていた盗品の花器を返す条件を付けて継続、これに逆転負けを喫し盗品の花器を奪われる。その花器が弥衛門最後の傑作と知り、己が「目の利かない間抜け」であることを思い知らされ悔しがった。
笑った顔がガマガエルのようだと佐為に恐れられた。なおアニメスペシャル版ではキャラクターデザインが大きく変わり、チンピラのような風貌をしている。
ちさと
声 - 西村ちなみ、田村ゆかり（スペシャル版）
祖父の形見である花器を探し求める少女。花器は盗難に遭った上に中村骨董店に転売されていた。店主の中村に返還を要求して揉めてしまい、その拍子で店の壺が破損した濡れ衣を着せられてしまう。義憤を抱いた佐為の活躍で冤罪は取り消され、花器も取り戻すことができた。
名前は原作・テレビアニメ版では登場しない。アニメスペシャル版では、佐為の生前の既知だった「葵の君」と瓜二つだといわれている。
戸刈（とがり）
声 - 小野健一
北斗通信社の室長。北斗杯の実行委員で、運営責任者。
淡々と落ち着いたビジネスライクな中年男性。社長と共に囲碁に興味がないが、北斗通信社がアジア展開するに当たって、中韓でのコネクションを構築するために1回限りの北斗杯を企画・運営する。18歳以下としたのも若い棋士の方がウケが良いだろうという程度のものであった。囲碁自体の知識がないため、基本的には下馬評を元に日本チームの評価を行い、プロ棋士として運営にかかわる渡辺から訂正を受けることもある。また運営責任者として韓国戦でヒカルが大将となり、観客から反発の声が上がると事態を心配し渡辺に確認を行う。
事前予想に反した日本チームの健闘と、大会が大盛況に終わったことで囲碁に対する認識を改め、最後は社長に来年以降の開催も進言するに至る。また、ヨンハに破れ悔し涙を流すヒカルに来年も頑張って欲しいと激励する。
相川（あいかわ）
声 - 渡辺明乃
北斗通信社に勤めるOLで戸刈の部下。
戸刈の部下として北斗杯の運営に関わる若い女性。上司と同じく囲碁に興味はないが、選手を容姿で判断して応援するなどミーハーな面がある。当初は日本人として日本チームを応援するとしながら、大会当日に出会ったヨンハの美貌に魅了され、結果、どのチームも応援するという考えに落ち着く。

### 過去の人物
本因坊秀策（ほんいんぼう しゅうさく）
江戸末期に活躍した実在の天才棋士。作中で度々名前が登場する。幼名は虎次郎であり、佐為にもその様に呼ばれている。棋力に秀でていたばかりではなく高潔な人格者でもあり、佐為も「賢くて優しい」と評しており、筆跡や虎次郎に囲碁指南に一度だけ赴いた際の慶長の花器のことまで把握している。ヒカルの前に佐為が取り憑いていた人物で、碁打ちとしての佐為の強さを感じ取ったのか、生涯を彼に打たせて過ごした。佐為がいなくなってしまい、ヒカルが日本棋院まで探しに行った際に佐為に打たせていた秀策の昔の棋譜を見て、佐為の才能に改めて気づき号泣した。
菅原顕忠（すがわら の あきただ）
声 - 星野充昭
平安時代、佐為とともに囲碁指南役として天皇に仕えていた棋士。指南役は一人で十分として佐為と対局、ごまかしをして勝とうとするが佐為に見破られかけ、逆に佐為がごまかしをしようとしたとして糾弾、心を乱した佐為に勝利した。
原作に名前は登場しないが、アニメ版・小説版にて名前が判明した。
大君
声 - 遊佐浩二
平安時代、佐為の指南を受けていた天皇。彼の御前で佐為が失脚した対局が行われた。
天童丸（てんどうまる）
「碁ジャス☆キャラクターガイド」巻末の描き下ろし『千年放浪』に登場する少年。佐為と仲が良く、よく遊んでいた。しかし本人は囲碁より蹴鞠が好きで、佐為の蹴鞠下手に振り回されていた。佐為が入水した（と推測できる描写あり）の時、「魂が千年現世に留まる予兆」とされる白い梟を見た。
葵の君（あおいのきみ）
スペシャルアニメ版に登場する、佐為の生前に交流のあった少女。花のように美しく、賢い少女だったと述懐される。

## 担当編集者
- 高橋雅奈（連載スタート時からの担当。単行本の「ネームの日々」に登場する「タカハシさん」のこと。2002年に副編集長に昇格し担当を交代）[22]
- 吉田幸司（2代目担当。2002年35号より担当を引き継ぎ、終了まで継続）[23]

## メディアミックス

### アニメ
テレビアニメ

### ゲーム
コナミデジタルエンタテインメントよりアニメをベースとしたコンピュータゲーム5作とトレーディングカードゲーム1作が発売されている。
また、任天堂の『JUMP SUPER STARS』 （ニンテンドーDS）には、ヒカルと佐為がサポートキャラクターとして登場している“キャラクター紹介 ヒカルの碁 進藤ヒカル／藤原佐為”. JUMP SUPER STARS ジャンプスーパースターズ.   任天堂. 2022年6月18日閲覧。。

### 小説
横手美智子による小説化作品が、集英社の〈ジャンプ ジェイ ブックス〉より2002年と2003年にそれぞれ1作ずつ発表されている。

### 中国実写ドラマ
中国でネット配信局IQIYIで2020年10月27日より配信。「ヒカルの碁 (中国ネットドラマ版)」を参照

### 舞台
『歌絵巻「ヒカルの碁」序の一手』のタイトルで2024年7月5日から14日までサンシャイン劇場にて上演。

#### キャスト
- 進藤ヒカル - 糸川耀士郎[25]
- 藤原佐為 - 小南光司[25]
- 塔矢アキラ - 赤澤燈[25]
- 加賀鉄男 - 真野拓実[25]
- 三谷祐輝 - 北出流星[25]
- 藤崎あかり - 生田輝[25]
- 筒井公宏 - 岩佐祐樹[25]
- 岸本薫 - 松永有紘[25]
- 和谷義高 - 石渡真修[25]
- 尹 - 益永拓弥[25]
- 緒方精次 - 北村健人[25]
- 塔矢行洋 - 広瀬彰勇[25]

#### スタッフ
- 原作 - ほったゆみ、小畑健[25]
- 脚本・演出・作詞 - 毛利亘宏[25]
- 振付・ステージング - 本山新之助[25]
- 作曲・音楽監督 - 和田俊輔[25]
- 美術 - 秋山光洋[25]
- 主催・企画・制作 - ムービック、サンライズプロモーション東京[25]
- 制作協力 - クオラス[25]

## 書誌情報
特記のない限り全て集英社からの発行。

### 漫画本編
著者は全て、ほったゆみ・小畑健。
- 『ヒカルの碁』〈ジャンプ・コミックス〉新書判、全23巻
  1. 「棋聖降臨」1999年5月5日第1刷発行（4月30日発売[集 1]）、ISBN 4-08-872717-7
  2. 「初陣」1999年8月9日第1刷発行（8月4日発売[集 2]）、ISBN 4-08-872751-7
  3. 「前哨戦」1999年10月9日第1刷発行（10月4日発売[集 3]）、ISBN 4-08-872777-0
  4. 「神の幻影」1999年12月7日第1刷発行（12月2日発売[集 4]）、ISBN 4-08-872800-9
  5. 「始動」2000年2月7日第1刷発行（2月2日発売[集 5]）、ISBN 4-08-872826-2
  6. 「院生試験」2000年4月9日第1刷発行（4月4日発売[集 6]）、ISBN 4-08-872849-1
  7. 「若獅子戦」2000年6月7日第1刷発行（6月2日発売[集 7]）、ISBN 4-08-872873-4
  8. 「プロ試験予選4日目 そして――」2000年8月9日第1刷発行（8月4日発売[集 8]）、ISBN 4-08-872894-7
  9. 「本戦開始」2000年10月9日第1刷発行（10月4日発売[集 9]）、ISBN 4-08-873022-4
  10. 「起死回生」2000年12月9日第1刷発行（12月4日発売[集 10]）、ISBN 4-08-873047-X
  11. 「激戦」2001年3月7日第1刷発行（3月2日発売[集 11]）、ISBN 4-08-873086-0
  12. 「新初段シリーズ」2001年5月6日第1刷発行（5月1日発売[集 12]）、ISBN 4-08-873110-7
  13. 「プロ第一戦」2001年8月8日第1刷発行（8月3日発売[集 13]）、ISBN 4-08-873144-1
  14. 「sai vs toya koyo」2001年10月9日第1刷発行（10月4日発売[集 14]）、ISBN 4-08-873169-7
  15. 「さよなら」2001年12月29日第1刷発行（12月24日発売[集 15]）、ISBN 4-08-873215-4
  16. 「中国棋院」2002年3月9日第1刷発行（3月4日発売[集 16]）、ISBN 4-08-873232-4
  17. 「なつかしい笑顔」2002年6月9日第1刷発行（6月4日発売[集 17]）、ISBN 4-08-873268-5
  18. 「番外編」2002年8月7日第1刷発行（8月2日発売[集 18]）、ISBN 4-08-873289-8
  19. 「最強初段」2002年10月9日第1刷発行（10月4日発売[集 19]）、ISBN 4-08-873332-0
  20. 「社 vs ヒカル」2003年1月11日第1刷発行（1月6日発売[集 20]）、ISBN 4-08-873365-7
  21. 「北斗杯会場へ」2003年4月9日第1刷発行（4月4日発売[集 21]）、ISBN 4-08-873408-4
  22. 「打倒高永夏」2003年6月9日第1刷発行（6月4日発売[集 22]）、ISBN 4-08-873432-7
  23. 「あなたに呼びかけている」2003年9月9日第1刷発行（9月4日発売[集 23]）、ISBN 4-08-873504-8
- 『ヒカルの碁 完全版』〈愛蔵版コミックス〉A5判、全20巻
  1. 2009年2月9日第1刷発行（2月4日発売[集 24]）、ISBN 978-4-08-782206-9
  2. 2009年2月9日第1刷発行（2月4日発売[集 25]）、ISBN 978-4-08-782207-6
  3. 2009年3月9日第1刷発行（3月4日発売[集 26]）、ISBN 978-4-08-782208-3
  4. 2009年3月9日第1刷発行（3月4日発売[集 27]）、ISBN 978-4-08-782209-0
  5. 2009年4月9日第1刷発行（4月3日発売[集 28]）、ISBN 978-4-08-782210-6
  6. 2009年4月9日第1刷発行（4月3日発売[集 29]）、ISBN 978-4-08-782211-3
  7. 2009年5月6日第1刷発行（5月1日発売[集 30]）、ISBN 978-4-08-782212-0
  8. 2009年5月6日第1刷発行（5月1日発売[集 31]）、ISBN 978-4-08-782213-7
  9. 2009年6月9日第1刷発行（6月4日発売[集 32]）、ISBN 978-4-08-782214-4
  10. 2009年7月8日第1刷発行（7月3日発売[集 33]）、ISBN 978-4-08-782215-1
  11. 2009年8月9日第1刷発行（8月4日発売[集 34]）、ISBN 978-4-08-782216-8
  12. 2009年9月9日第1刷発行（9月4日発売[集 35]）、ISBN 978-4-08-782217-5
  13. 2009年10月7日第1刷発行（10月2日発売[集 36]）、ISBN 978-4-08-782218-2
  14. 2010年11月9日第1刷発行（11月4日発売[集 37]）、ISBN 978-4-08-782219-9
  15. 2010年12月9日第1刷発行（12月4日発売[集 38]）、ISBN 978-4-08-782220-5
  16. 2010年1月9日第1刷発行（1月4日発売[集 39]）、ISBN 978-4-08-782221-2
  17. 2010年2月9日第1刷発行（2月4日発売[集 40]）、ISBN 978-4-08-782222-9
  18. 2010年3月9日第1刷発行（3月4日発売[集 41]）、ISBN 978-4-08-782223-6
  19. 2010年4月7日第1刷発行（4月2日発売[集 42]）、ISBN 978-4-08-782224-3
  20. 2010年4月30日第1刷発行（4月30日発売[集 43]）、ISBN 978-4-08-782225-0
- 『ヒカルの碁』〈集英社文庫〉文庫判、全12巻
  1. 2012年2月17日発売[集 44]、ISBN 978-4-08-619328-3
  2. 2012年2月17日発売[集 45]、ISBN 978-4-08-619329-0
  3. 2012年3月16日発売[集 46]、ISBN 978-4-08-619330-6
  4. 2012年3月16日発売[集 47]、ISBN 978-4-08-619331-3
  5. 2012年4月18日発売[集 48]、ISBN 978-4-08-619332-0
  6. 2012年4月18日発売[集 49]、ISBN 978-4-08-619333-7
  7. 2012年5月18日発売[集 50]、ISBN 978-4-08-619334-4
  8. 2012年5月18日発売[集 51]、ISBN 978-4-08-619335-1
  9. 2012年6月15日発売[集 52]、ISBN 978-4-08-619336-8
  10. 2012年6月15日発売[集 53]、ISBN 978-4-08-619337-5
  11. 2012年7月18日発売[集 54]、ISBN 978-4-08-619338-2
  12. 2012年7月18日発売[集 55]、ISBN 978-4-08-619339-9

### その他
- 『ヒカルの碁 碁ジャス☆キャラクターズガイド』〈ジャンプ・コミックス〉2002年4月9日第1刷発行（4月4日発売[集 56]）、ISBN 4-08-873278-2
- 『ヒカルの碁 囲碁スターターBOX』〈ジャンプ・コミックス〉2002年7月19日発売[集 57]）、ISBN 4-08-905091-X
- 『ヒカルの碁イラスト集 「彩-sai-」』2002年4月初版発行（5月1日発売[集 58]）、ISBN 4-08-782049-1
- 『小畑健画集 blanc et noir』2006年5月31日初版発行（5月31日発売[集 59]）、 ISBN 4-08-782146-3
  - 2001年から2006年に描かれた『DEATH NOTE』『ヒカルの碁』の画が中心
- ほったゆみ・小畑健・横手美智子〈ジャンプ ジェイ ブックス〉
  - 『ヒカルの碁―Boy Meets Ghost』2002年3月初版発行、ISBN 4-08-703112-8
    - 新装版 2009年7月3日発売[集 60]、ISBN 978-4-08-703205-5

  - 『ヒカルの碁―KAIO vs. HAZE ISBN』 2003年3月初版発行、ISBN 4-08-703125-X
    - 新装版 2009年7月3日発売[集 61]、ISBN 978-4-08-703206-2
- 石倉昇『ヒカルの碁勝利学』集英社インターナショナル、2002年5月24日発売[集 62]、ISBN 4-7976-7050-9 （碁の導入書兼人生本）四六判変型
  - 文庫版：集英社〈集英社文庫〉2009年2月20日発売[集 63]、ISBN 978-4-08-746408-5
- 石倉昇『ヒカルの囲碁入門』 2009年2月初版発行、ISBN 978-4-7976-7188-9
- 吉田直樹『子どもを育てる碁学力 「ヒカルの碁」から始める教育術』集英社、2009年8月5日発売[集 64]、ISBN 978-4-08-775391-2、四六判